# Geschichte Kubas

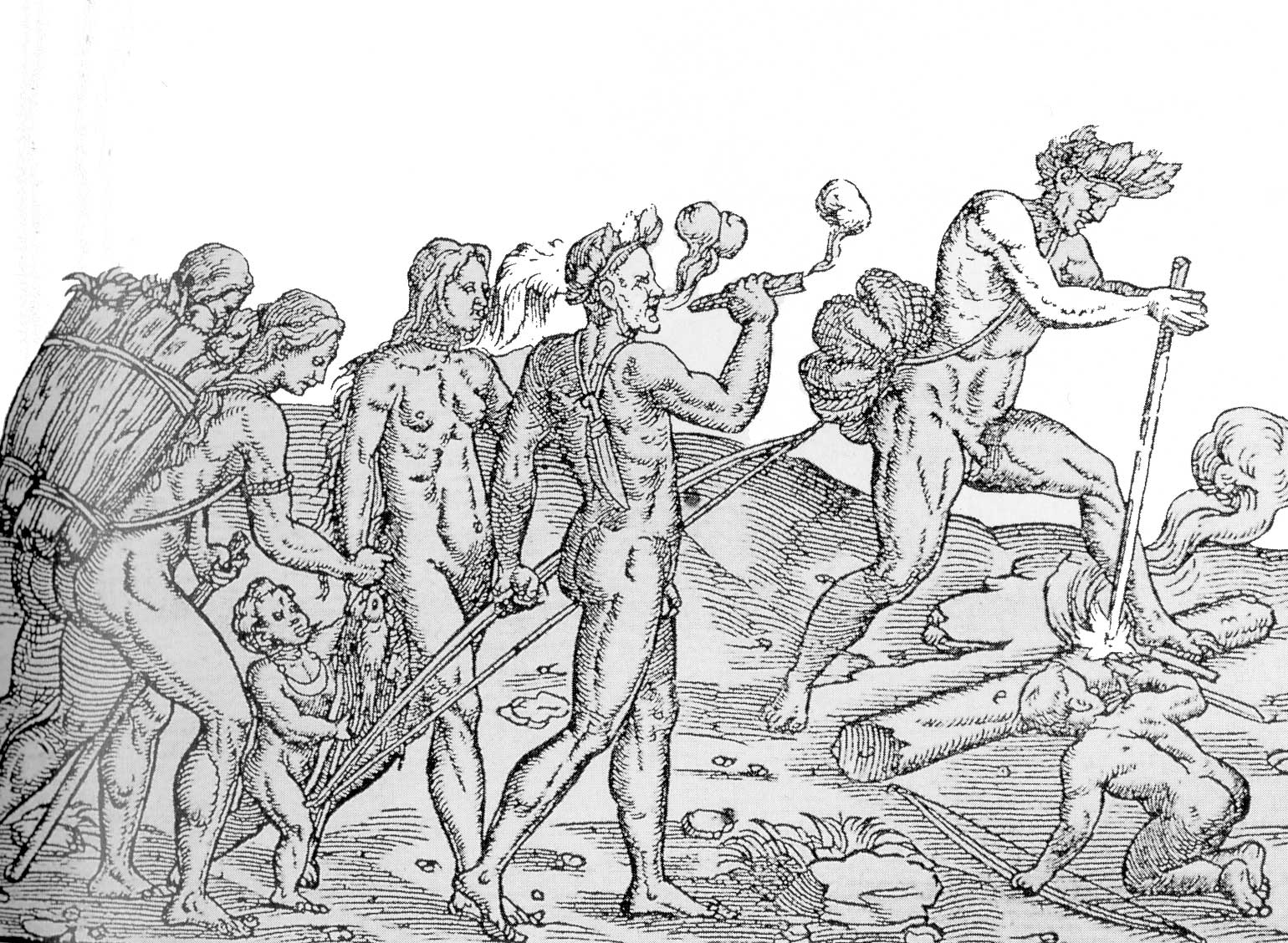
Indios auf Kuba um 1558

Die Geschichte Kubas umfasst die Entwicklungen auf dem Gebiet der Republik Kuba von der Urgeschichte bis zur Gegenwart.

## Das Präkolumbische Kuba
Archäologische Funde zeigen, dass Kubas erste menschliche Besiedelung wohl vor rund 8000 bis 10.000 Jahren stattfand. Sie erfolgte wahrscheinlich in mehreren Wellen, deren zeitliche Festlegung aber sehr unsicher ist.
Um 1500 war die indigene Bevölkerung folgendermaßen verteilt: Kuba bestand aus insgesamt 29 Stammesfürstentümern. Im Westen Kubas lebten die Siboney, ganz im Westen die Guanahatabey. Mittel- und Ostkuba wurde von den Taíno besiedelt. Sie bauten bereits die bis heute auf Kuba genutzten Feldfrüchte Maniok, Süßkartoffeln, Erdnüsse und Tabak an. Die Taíno lebten in Hütten (bohío) aus Palmholz, wie sie auch heute noch auf dem Land zu finden sind. Ihre Spuren haben die Indigenen auch in der heutigen Sprache hinterlassen. Viele Ortsnamen auf Kuba gehen auf indigene Wörter zurück, da sich aus den meisten früheren Taíno-Siedlungen koloniale Städte entwickelten und sie ihren früheren Namen behielten. Beispiele hierfür sind Havanna, Batabanó, Camagüey, Baracoa und Bayamo. Auch das spanische Wort für Hurrikan (huracán) stammt aus der Sprache der karibischen Indigenen und bedeutet so viel wie ‚Gott des Windes‘.

## Entdeckung – Eroberung – Kolonisierung
Christoph Kolumbus entdeckte die Insel auf seiner ersten Reise mit der Landung in der Bucht von Bariay im Nordosten der Insel am 27. oder 28. Oktober 1492 und nahm sie für Spanien in Besitz. Von 1511 bis 1515 wurde die Insel im Auftrag des Königs Ferdinand durch Diego Velázquez de Cuéllar erobert. Dieser brach mit seiner Gefolgschaft den ersten Widerstand der Indigenen unter der Führung des Kaziken Hatuey. Die meisten Indigenen kamen durch Kriege gegen die Spanier, eingeschleppte Krankheiten (Pocken), Zwangsarbeit und Unterernährung um. Bemühungen von Seiten der Kirche, besonders des Dominikanerordens, und des spanischen Staates, die Indianer vor der Willkür der Kolonisten zu schützen, hatten wenig Erfolg. Bartolomé de las Casas, der als Feldkaplan an der Eroberung teilgenommen hatte, verzichtete 1514 aus Gewissensgründen auf seine Encomienda und engagierte sich gegen die Unterdrückung der Indigenen. Auf sein Betreiben ordnete König Karl V. 1542 die sukzessive Aufhebung der Encomiendas an, was sich in Kuba auch relativ schnell durchsetzte. Kuba wurde Teil des Vizekönigreichs Neuspanien und hatte darin den Status eines Generalkapitanats (Capitanía General).

## Frühe Kolonialzeit

### Wirtschaft

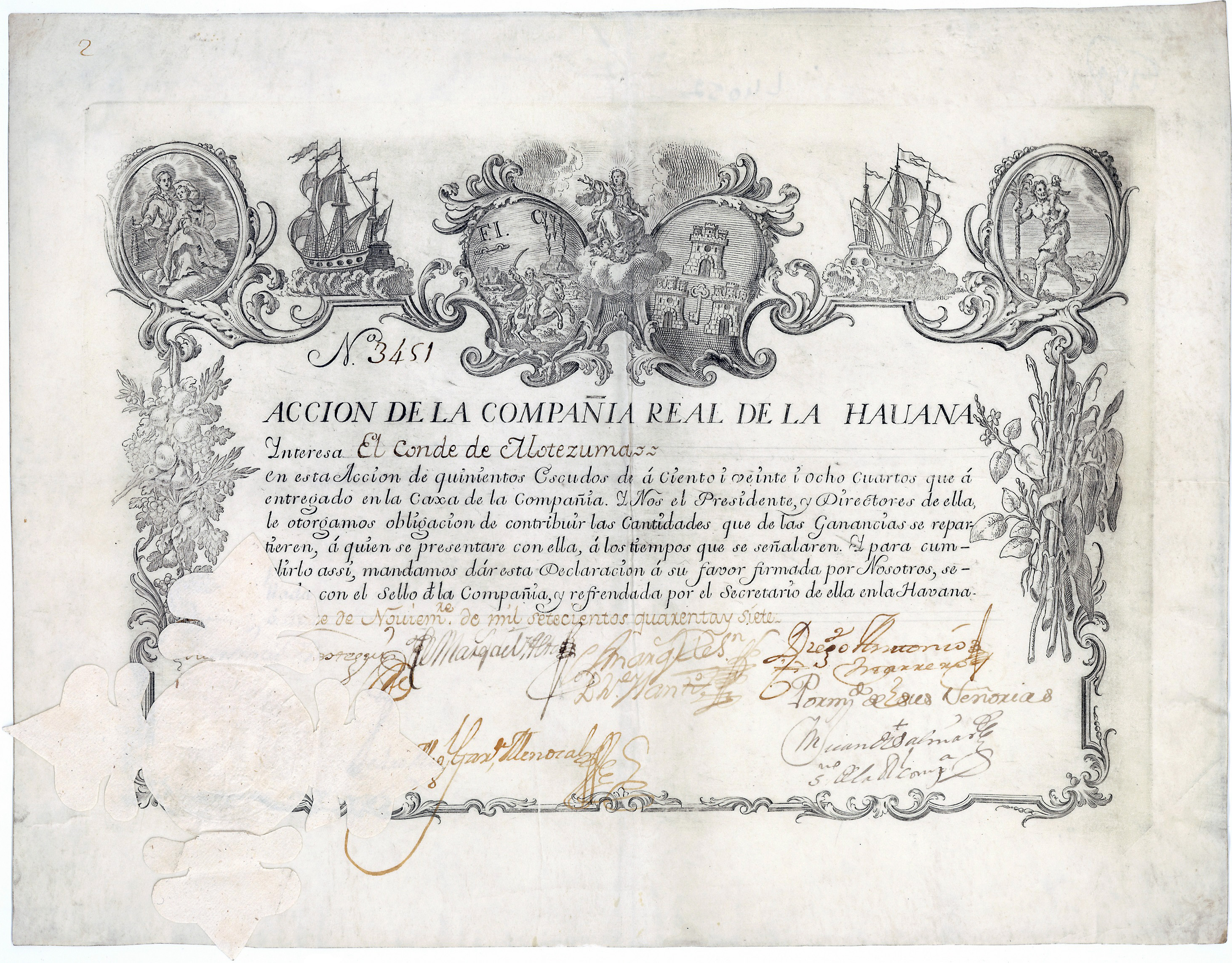
Aktie der Real Compañía de La Havana aus dem Jahr 1747, Kupferstich auf Pergament. Die 1740 in Havanna gegründete Königliche Handelskompanie hatte ein Monopol für den Export von Textilien, Porzellan, Getreide und Mehlprodukte nach Kuba. Ins Mutterland wurden Zucker, Tabak und Lederhäute importiert. In den ersten 20 Jahren wurden von der Kompanie über 5.000 Sklaven eingeführt.

Das erste Ziel der Spanier war die Ausbeutung der Goldressourcen, die jedoch sehr bald erschöpft waren. Viele wanderten infolgedessen nach Mexiko ab. Kuba blieb nur dünn besiedelt. Die Wirtschaft beruhte auf einer extensiven Landwirtschaft (Anbau der indianischen Kulturpflanzen, Viehhaltung, Imkerei) und der Ausfuhr von tropischen Hölzern der noch weitgehend bewaldeten Insel. Die Landesteile abseits von Havanna lebten vor allem von Selbstversorgung und etwas Schmuggel. Im 17. Jahrhundert wurde das Landesinnere in einem zweiten Siedlungsschub erschlossen und weitere Orte gegründet.
Durch die Verlegung des Gouverneurssitzes wurde Havanna 1607 zum politischen Zentrum der Insel. Auch wirtschaftlich gewann die Stadt aufgrund ihrer Lage zunehmend an Bedeutung. Von dort aus konnte man den Zugang zum Golf von Mexiko kontrollieren und unter Ausnutzung des Golfstroms über den Atlantik nach Europa segeln. Ab den 1560er Jahren war der Hafen von Havanna der Sammelpunkt der Flotten aus den spanischen Kolonien Amerikas, die Silber und andere Waren nach Sevilla und Cádiz brachten. Havanna war der Brückenkopf der Neuen Welt im transatlantischen Handel. Die Wirtschaft Kubas war auf die Versorgung Havannas und der Flotten mit Nahrungsmitteln und Gütern ausgerichtet.

### Gesellschaft
Die koloniale Gesellschaft Kubas lässt sich rechtlich und soziokulturell folgendermaßen gliedern. Weiße bildeten bald die Mehrheit. Aber nur wer in Spanien geboren, aufgewachsen und ausgebildet war, die sogenannten peninsulares, konnte in die höheren Verwaltungs- und Kirchenämter aufsteigen. Außerdem dominierte dieser Personenkreis den Handel. Die in Kuba geborenen Nachfahren von Spaniern, die Kreolen, stellten den größten Teil der Bevölkerung. Die auf die ersten Siedler zurückgehenden Familien konnten ihr Land oft zum Großgrundbesitz ausbauen, den sie als Viehzüchter oder Pflanzer bewirtschafteten. Der Grundbesitz bildete die Grundlage ihrer Macht, die sie als Oligarchie in lokalen Ämtern in Politik und Kirche ausübten. Daneben gab es eine große Zahl von Mittel- und Kleinbauern, die das Land zwischen den großen Gütern bewirtschafteten und nach und nach auch die abgelegeneren Gegenden erschlossen.
Der generelle Mangel an Arbeitskräften in Kuba wurde durch die Einführung von Sklaven aus Afrika ausgeglichen. Sklaven wurden in allen Wirtschaftsbereichen eingesetzt, als Hauspersonal, in kleinen ländlichen und städtischen Produktionsbetrieben oder als Bergarbeiter. Auch bei ihnen unterschied man zwischen in Kuba geborenen, spanischsprachigen Schwarzen Kreolen und in Afrika geborenen bozales. Das Rechtssystem erlaubte den Sklaven eigenen Besitz, die Möglichkeit, sich und die eigene Familie damit freizukaufen, die freie Wahl eines Ehepartners und sogar die Suche nach einem neuen Herren. Sklaven konnten sich zu Vereinigungen, sogenannten cabildos, zusammenschließen, die von Schwarzen gleicher ethnischer oder ähnlicher kultureller Herkunft gebildet wurden. Diese Institution ermöglichte ihnen, afrikanische Kulturelemente zu bewahren und weiterzugeben, darunter auch religiöse Vorstellungen, die sich mit dem Katholizismus, denn jeder Sklave musste getauft sein, zu den synkretistischen afrokubanischen Kulten, z. B. der Santería vermischten, die noch heute weit verbreitet sind.
Eine Zwischenstellung nahmen die freien Farbigen ein. Besondere rechtliche und soziale Verhältnisse ermöglichten in Kuba eine ausgeprägte Vermischung der Ethnien und Kulturen. Hier gab es eine beachtliche Anzahl freier Schwarzer, die auf freigelassene oder freigekaufte Sklaven zurückgingen. Im Gegensatz zur spanisch-kreolischen Oberschicht achteten die unteren weißen Schichten nicht auf die „Reinheit des Blutes“ und vermischten sich mit Indianern und freien Schwarzen. Mischehen waren nicht unüblich und – wenn auch begrenzt – akzeptiert. Mulatten und freie Schwarze arbeiteten meist als Handwerker oder Gewerbetreibende – Berufe, die wegen ihres niedrigen Status von Weißen gemieden wurden. Sie stellten die Unter- und Mittelschicht der Städte. Auf dem Land, besonders im Osten, lebten sie als Kleinbauern.
Indianer und Mestizen wurden im Zensus schon bald nicht mehr als eigene Gruppe erfasst, sie waren in den Bevölkerungsgruppen der Kreolen und der Farbigen aufgegangen. Am Rande der kolonialen Gesellschaft standen entlaufene Sklaven (sogenannte Cimarrones) und Restgruppen von Indianern, die in abgelegenen Gebieten zurückgezogen lebten.

## Späte Kolonialzeit

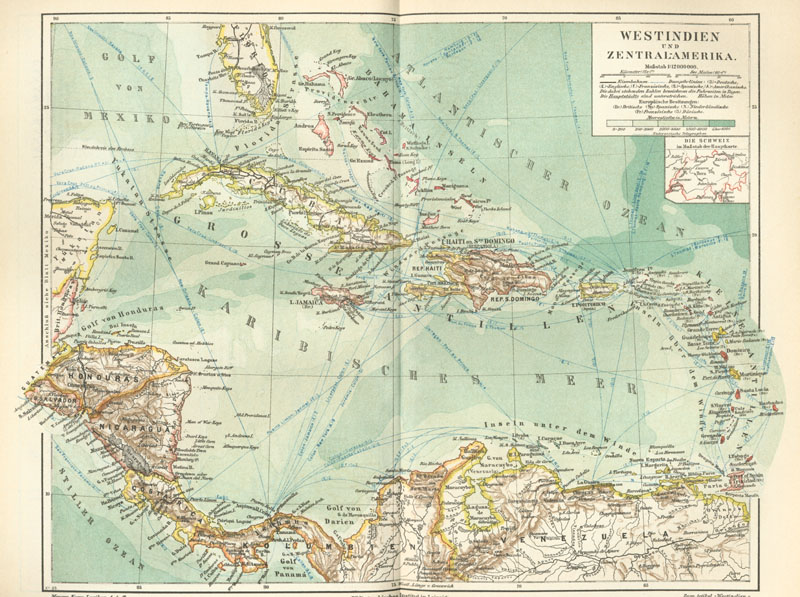
Die Karibik am Ende des 19. Jahrhunderts

In der Karibik kam es zwischen Spanien und Großbritannien wegen des Handels, Schmuggels und der Piraterie zu Spannungen. Diese gipfelten im Juni 1762 mit der Belagerung von Havanna durch die britische Flotte. Nach der Kapitulation hielten die Briten Westkuba elf Monate lang besetzt; das Zentrum und der Osten blieben unter spanischer Kontrolle. Der britische Gouverneur hob die Handelsbeschränkungen auf, Zivilverwaltung und Rechtsprechung wurden beibehalten. Der Schiffsverkehr im Hafen von Havanna versechsfachte sich und der Handel blühte auf. Die kurze Zeit des Freihandels gab dem kreolischen Bürgertum auf Kuba eine Vorstellung davon, wie viel es ohne die kolonialen Fesseln Spaniens verdienen konnte, denn das spanische Kolonialsystem lenkte den gesamten Handel über spanische Häfen und erhob selbst für den Handel unter den spanischen Kolonien hohe Import- und Exportabgaben. Ein Jahr später wurde Kuba im Frieden zu Paris im Tausch gegen Florida wieder Spanien zugeschlagen.
Im Zuge des revolutionären Sklavenaufstandes auf Haiti 1791 flohen viele französische Großgrundbesitzer, die dort Zucker- und Kaffeeplantagen besessen hatten, nach Kuba. Unter ihrem Einfluss und mit ihren technischen Kenntnissen wurde nun Kuba für Spanien zu dem, was Haiti vorher für Frankreich gewesen war: Die Insel des Zuckers und des Kaffees. Wirtschaftlicher Aufschwung und der industrielle Einsatz von Sklaven waren die Folge.
Nach den Unabhängigkeitskämpfen in Süd- und Mittelamerika im 19. Jahrhundert wurde Kuba die wichtigste Kolonie Spaniens. Aber auch auf der „immer treuen Insel“ Kuba nahm die Unzufriedenheit der Kreolen mit der spanischen Herrschaft zu, andererseits regierte unter den sklavenhaltenden Zuckerplantagenbesitzern die Angst vor einem Sklavenaufstand nach haitianischem Vorbild, der ihre Privilegien beseitigen würde. Zwischen 1812 und 1844 ereigneten sich acht große Sklavenaufstände, die an der militärischen Übermacht der spanischen Kolonialtruppen und der Milizen der Sklavenhalter, besonders aber an der militärischen Unerfahrenheit der Sklaven scheiterten.
In dieser Zeit entstanden auf der Insel verschiedene Parteien mit unterschiedlichen Zielen:
- die Autonomisten wollten eine stärkere Unabhängigkeit Kubas unter Beibehaltung Spaniens als Schutzmacht.
- die Annexionisten kämpften für einen Anschluss Kubas an die USA.
- die Separatisten waren für eine völlige Loslösung Kubas von Spanien und die Schaffung einer Republik Kuba.
- die Monarchisten setzten sich für die fortdauernde Zugehörigkeit Kubas zu Spanien ein.

### Autonomie
1868 scheiterte eine Delegation aus führenden Vertretern der kubanischen Kreolen mit dem Versuch, in Madrid eine größere Selbstständigkeit für die Insel zu erreichen. Die Delegation wurde in Madrid hingehalten und sollte schließlich nur noch einen Höflichkeitsbesuch beim Königshaus absolvieren, ohne ihre Forderungen vortragen zu können. Nach ihrer Rückkehr berichteten die Delegierten von der Aussichtslosigkeit in Bezug auf Reformen oder gar Autonomie. Die Folge war eine Stärkung der separatistischen Strömungen unter den Kubanern. Die Ausrufung der Republik Kuba durch Carlos Manuel de Céspedes im Grito de Yara (Kriegsruf von Yara) kann als unmittelbare Reaktion auf das Scheitern der Delegation gesehen werden. Als Folge wurden Zeitungen wie La Aurora, die 1865–1868 bestehende erste kubanische Arbeiterzeitung, einer scharfen Zensur unterzogen.

### Annexionismus
Im 19. Jahrhundert gab es sowohl auf kubanischer wie auf US-amerikanischer Seite Überlegungen, Kuba an die USA anzuschließen.
- auf kubanischer Seite ging dieses Interesse besonders von den Zuckerplantagen-Besitzern des Westens aus, die sich einerseits durch die Kolonialherrschaft Spaniens in ihren wirtschaftlichen Interessen eingeschränkt fühlten, andererseits aber Angst hatten, dass ihnen ohne eine militärische starke Schutzmacht (Spanien oder USA) das gleiche Schicksal blühen konnte wie einst den Plantagenbesitzern auf Haiti: die Machtübernahme durch die zahlenmäßig überlegenen Sklaven.
- auf US-amerikanischer Seite waren es zunächst die Plantagenbesitzer der Südstaaten, die sich durch einen neuen Bundesstaat Kuba eine Stärkung ihrer Position innerhalb der USA erhofften. Nach dem Amerikanischen Bürgerkrieg stieg zunehmend das wirtschaftliche Interesse der USA und das Interesse an der strategischen Bedeutung Kubas im Golf von Mexiko.

Seit 1842 gab es immer wieder militärische Invasionsversuche ohne offizielle Unterstützung der USA, die zu einer Angliederung Kubas an die USA führen sollten. Gaspar Cisneros Betancourt kann als der geistige Führer des kubanischen Annexionismus gesehen werden, Narciso López als Führer der militärischen Aktivitäten. Auf der anderen Seite standen die entschiedenen Befürworter eines souveränen kubanischen Nationalstaates wie José Antonio Saco und später José Martí.

### Der Kampf um die Unabhängigkeit
Kuba gewann nach einem 30-jährigen Guerillakrieg die Unabhängigkeit als vorletzte große spanische Kolonie. Der Krieg der so genannten Mambíses gegen Spanien begann 1868, nachdem alle Versuche des kubanischen Bürgertums, von Spanien größere Freiheiten, besonders im Außenhandel, zu erhalten, fehlgeschlagen waren. Der Unabhängigkeitskrieg lässt sich in drei Phasen einteilen:

#### Der lange Krieg (Guerra Larga) 1868–1878

Angriff der Mambises auf einen spanischen Signalturm

Der Guerra Larga begann mit dem Ruf von Yara (Grito de Yara) und endete mit dem Frieden von Zanjón.
Am 10. Oktober 1868 rief Carlos Manuel de Céspedes im Kriegsruf von Yara von der Provinz Oriente im Osten Kubas aus das kubanische Volk zum Krieg gegen die spanische Kolonialmacht auf. Er ließ seine Sklaven frei und besetzte mit einer kleinen Armee die Stadt Bayamo. Als die spanischen Truppen Bayamo zurückerobern wollten, zündeten die Einwohner der Stadt ihre eigenen Häuser an und schlossen sich den Aufständischen an. Ein Gedicht, das dieses Ereignis feiert, wurde zur kubanischen Nationalhymne La Bayamesa. Innerhalb eines Monats wuchs die Revolutionsarmee von 147 auf über 12.000 Mann an, unter ihnen viele Sklaven.
Kurze Zeit später bildeten sich auch in Camagüey in Zentralkuba (Ignacio Agramonte u. a.) und Las Villas in Westkuba (Eduardo Machado, Carlos Roloff) starke revolutionäre Militärverbände. Aufgrund des Widerstandes der Zuckerplantagenbesitzer unter dem Anführer der Reformisten Havannas José Morales Lemus blieb der geplante und strategisch entscheidende Angriff auf den Westen der Insel jedoch aus.
Das Parlament der Republik in Waffen, wie sich die kubanische Untergrundbewegung nannte, bestand in ihrer politischen Führung zum größten Teil aus Großgrundbesitzern, die sich von einer Unabhängigkeit Kubas freien Handel mit dem Ausland, besonders den USA, versprachen. Sie widersetzten sich stets der Forderung, den Krieg auch auf den kubanischen Westen auszudehnen, wo sich die großen Zuckerrohrfelder befanden, aus denen Spanien die notwendigen finanziellen Mittel für den Kampf gegen die Aufstandsbewegung schöpfte. Nach vielen Misserfolgen gelang es dem spanischen General Arsenio Martínez-Campos, in einer politisch-militärischen Offensive die Aufstandsbewegung zu schwächen. 1878 kam es zum Frieden von Zanjón. Er gewährte den Kubanern eine Vertretung in den spanischen Cortes und legte eine schrittweise Sklavenbefreiung fest, Kuba blieb jedoch ohne echte Autonomie. Endgültig wurde die Sklaverei in Kuba 1886 abgeschafft.

#### Der kleine Krieg (Guerra Chiquita) 1879–1880
Der Guerra Chiquita begann mit dem Protest von Baraguá und endete mit dem Exil Maceos.
Der stellvertretende Oberbefehlshaber der Revolutionsstreitkräfte Antonio Maceo weigerte sich, die Kapitulation anzuerkennen und erklärte bei einem Treffen mit Arsenio Martínez-Campos die Fortsetzung des Kampfes um die Unabhängigkeit Kubas (Protesta de Baraguá). 1880 musste jedoch auch er den Kampf einstellen und ging ins Exil nach Mexiko.

#### Der Unabhängigkeitskrieg (Guerra de Independencia) 1895–1898

Mambi-Kämpfer 1896

Der Unabhängigkeitskrieg begann mit dem Grito de Baire (Kriegsruf von Baire) und endete mit der Besetzung Kubas durch die USA.
Zwischen 1879 und 1895 bereiteten sich kubanische Exilgruppen in den USA und Mexiko auf eine Rückkehr nach Kuba vor. Besonders aktiv bei der Organisierung war der Dichter, Journalist, Revolutionär und Freimaurer José Martí, dem es schließlich gelang, die beiden ehemaligen Oberbefehlshaber der Revolutionsstreitkräfte, Máximo Gómez und Antonio Maceo, wieder an einen Tisch zu bringen. Im Manifest von Montecristi (Manifesto de Montecristi) wurden die Bedingungen für eine Wiederaufnahme des Kampfes festgelegt. 1895 landeten die Revolutionäre mit einem Schiff im Osten Kubas. José Martí, der keine militärische Erfahrung besaß, fiel in einer der ersten Schlachten mit der spanischen Kolonialarmee. Der spanische Ministerpräsident Antonio Cánovas del Castillo entsandte eine Armee von 200.000 Soldaten unter dem Generalkapitän Valeriano Weyler y Nicolau auf die Insel. Seine drakonischen Methoden hatten zwar militärischen Erfolg, lösten aber weltweit Entrüstung aus, sodass Weyler 1897 zurückgerufen wurde, ein eigenes Ministerium für Kuba entstand und die Insel weitgehende Autonomie erhielt. Die Kubaner forderten jedoch vollständige Unabhängigkeit. Spanien gelang es diesmal nicht, die Aufstandsbewegung aufzuhalten, zumal der Kampf von Anfang an über ganz Kuba, also auch den für Spanien wirtschaftlich besonders wichtigen Westen der Insel, ausgedehnt wurde. Als in Spanien bereits öffentlich über einen Rückzug aus Kuba gesprochen wurde, griffen die USA 1898 ein und provozierten den Spanisch-Amerikanischen Krieg (Explosion auf dem Schlachtschiff Maine und Untergang im Hafen von Havanna mit 268 Toten). Historisch markiert dieses Datum den Eintritt der Vereinigten Staaten in den Kreis der imperialistischen Weltmächte.
Statt seine Unabhängigkeit zu gewinnen, kam Kuba nun nach den Friedensverhandlungen zwischen Spanien und den USA in Paris, an denen die kubanische Unabhängigkeitsbewegung nicht teilnehmen durfte, unter die Herrschaft der USA, die erst am 20. Mai 1902 die Republik Kuba mit der Einsetzung ihres ersten Präsidenten Tomás Estrada Palma bildeten.

### Kuba zwischen 1898 und 1902 und der Platt-Amendment
Seit 1880 waren die USA Hauptwirtschaftspartner Kubas. In der Okkupationszeit investierten sie weitere 30 Millionen Dollar auf der Insel. Sie waren der dominierende Markt und bestimmten den Außenhandel. Dies machte Kuba extrem abhängig vom Wohlwollen der USA. Die produktiven Sektoren, vor allem die Zuckerindustrie, befanden sich jedoch noch in kubanischer Hand.
Politisch war Kuba gespalten. Neben der aus den Unabhängigkeitskriegen entstandenen Republik in Waffen existierte eine spanienfreundliche autonome Regierung. Dieses politische Patt nutzten die USA aus.
Die Verfassung Kubas von 1902 erhielt auf Druck der USA einen Zusatzartikel, der sogenannte Platt-Amendment, der den USA ein Recht auf militärisches Eingreifen zusicherte, falls sie ihre Interessen oder US-amerikanisches Eigentum auf Kuba in Gefahr sahen. Damit fehlte der neugegründeten Republik Kuba die wichtigste Voraussetzung eines unabhängigen Staates: die Souveränität. Tomás Estrada Palma wurde erster Präsident der Republik.
Im Platt Amendment sicherten sich die USA 1903 außerdem zwei Militärstützpunkte auf der Insel: Bahía Honda, das 1912 zurückgegeben wurde, und die Guantánamo-Bucht, die bis heute von US-amerikanischem Militär besetzt gehalten und seit dem Krieg in Afghanistan zur völkerrechtswidrigen Inhaftierung von Kriegsgefangenen verwendet wird.

## Kuba zwischen Unabhängigkeit und Revolution

### Die Pseudo-Republik
Zwischen 1906 und 1919 intervenierten die USA mehrfach militärisch auf Kuba (Kanonenbootpolitik), um „US-amerikanisches Eigentum zu schützen“. Eine davon war die Invasion von Oktober 1906, die bis 1909 dauerte. Die Republik Kuba, die aufgrund des Platt-Amendments keine Souveränität besaß, wurde so zur Pseudo-Republik, in der die wichtigsten Entscheidungen von der US-amerikanischen Botschaft aus gefällt wurden, einschließlich der Entscheidung darüber, ob ein gewählter Präsident im Amt bleiben durfte. So z. B. intervenierten die USA, um die Wahl von Alfredo Zayas 1917 zu verhindern. Als Zayas 1920 wieder gewählt wurde, musste er sein gesamtes Kabinett zur Genehmigung dem US-General Crowder vorlegen.

### Die Machado-Diktatur

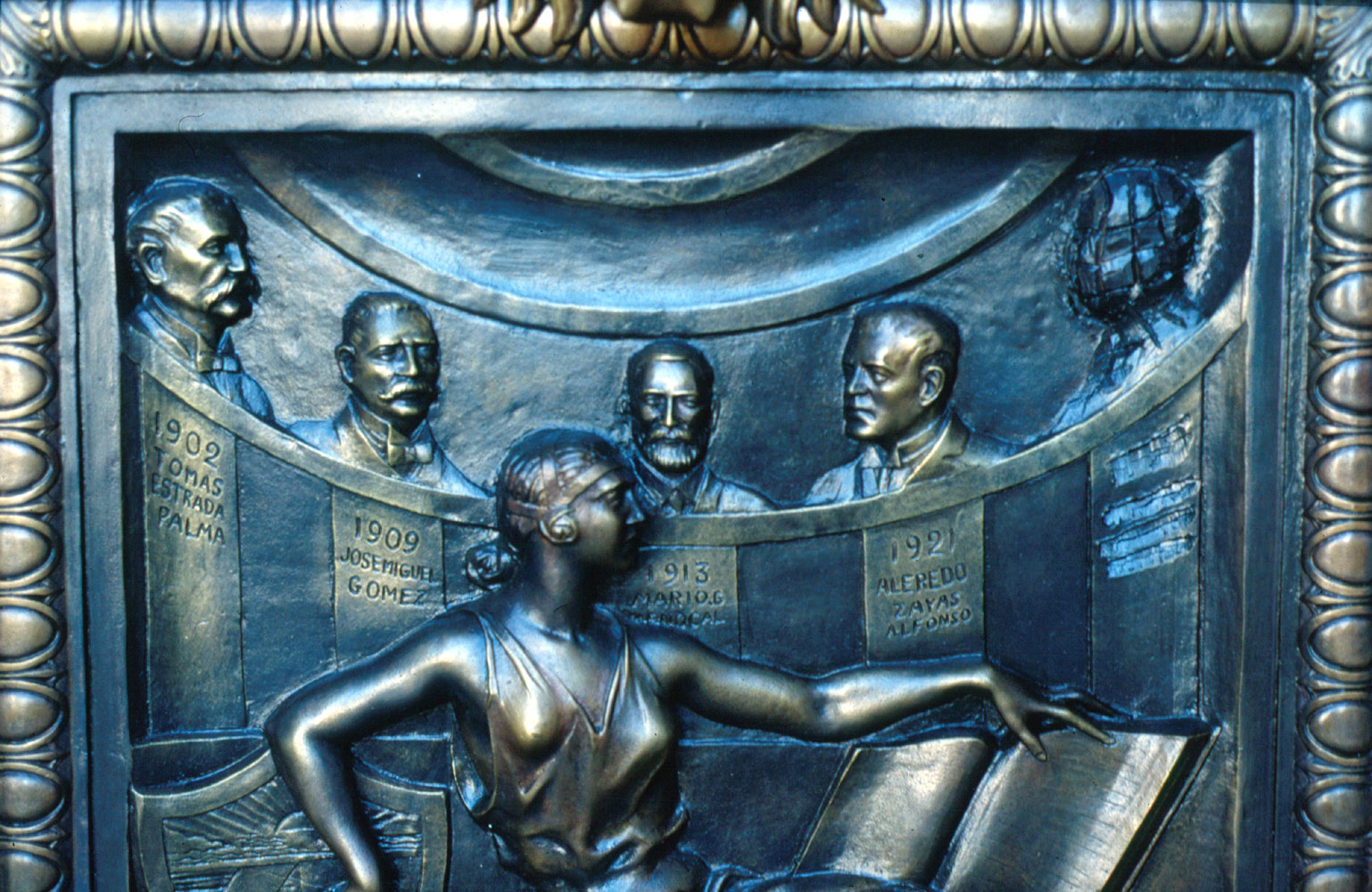
Detail am Portal des Kapitols von Havanna: die ersten kubanischen Präsidenten – mit dem 1933 weggeätzten Gesicht des Diktators Machado

1925 gelangte General Gerardo Machado y Morales ins Präsidialamt. In seinen Wahlkampf hatten US-amerikanische Großunternehmen (Rockefeller, Guggenheim und Morgan) insgesamt eine Million Dollar investiert. Machado vertrat einen extrem nationalistischen Kurs, was ihm auch den Namen „tropischer Mussolini“ einbrachte. Vom ersten Tag seiner Präsidentschaft an verfolgte er politische Gegner, die er ermorden ließ oder ins Exil trieb, darunter auch seinen Vorgänger Mario García Menocal. Bald entstand eine breite politische Bewegung von der bürgerlichen Oberschicht bis hin zur Arbeiterbewegung. Die radikale Widerstandsorganisation ABC, die sich hauptsächlich aus der bürgerlichen Jugend rekrutierte, verübte zahlreiche Anschläge auf Persönlichkeiten der Machado-Regierung, worauf Machado jeweils die mehrfache Zahl an politischen Häftlingen ermorden ließ. Unter Machado wurde die Garotte, das Würgeeisen, wieder zur Ausführung der Todesstrafe eingeführt. Ein 44-facher Mörder wurde Chef der Militärpolizei, Schwerverbrecher wurden im Gefängnis bewaffnet, um 70 politische Häftlinge umzubringen. 1929 veranstaltete Machado eine Scheinwahl, deren einziger Kandidat er selbst war. Die Hoffnungen in der Bevölkerung, den Diktator durch Abwahl loszuwerden, zerschlugen sich und der Widerstand wuchs. Am 12. August 1933 wurde der Diktator Machado von einer breiten Volksbewegung durch einen Generalstreik gestürzt und durch eine Interimsregierung unter Carlos Manuel de Céspedes y Quesada ersetzt.

### Die Herrschaft Batistas
Doch bereits am 4. September 1933 wurde die Interimsregierung durch den sogenannten „Aufstand der Unteroffiziere“, der von dem Sergeant Fulgencio Batista angeführt wurde, gestürzt. Batista wurde nun als »Führer der Revolution« von 1933 bis 1939 zum Oberbefehlshaber der Armee. Nach dem Staatsstreich wurde Ramón Grau San Martín am 10. September 1933 zum Präsidenten ernannt, jedoch am 14. Januar 1934 wieder von Batista gestürzt. Daraufhin gründete Grau die Partido Revolucionario Cubano (Auténticos). Gestützt auf die kubanische Armee und die immer präsente Interventionsdrohung der USA, repräsentiert durch den Botschafter Jefferson Caffery, setzte Batista von 1934 bis 1940 verschiedene Marionettenpräsidenten ein (Carlos Mendieta (1934/1935), José Barnet (1935/1936), Miguel Mariano Gómez (1936) und Federico Laredo Brú (1936–1940)), bis er schließlich im Jahre 1940 mit großer Mehrheit selbst zum Präsidenten gewählt wurde und unter anderem zwei Mitglieder der Kommunistischen Partei Kubas (PCC) ins Regierungskabinett berief. Zuvor waren mit Batistas Unterstützung von der verfassunggebenden Versammlung zahlreiche sozialreformerische Ziele des Volksaufstands gegen Diktator Machado von 1933 in der neuen Verfassung von 1940 verankert worden, die im internationalen Vergleich als vorbildlich galt.
Wie auch in anderen Ländern kam in Kuba das Frauenwahlrecht mit einer Revolution: Die Entmachtung des Diktators Gerardo Machado führte dazu, dass Kuba das vierte lateinamerikanische Land mit Frauenwahlrecht wurde. Nach der Erlangung der formalen Unabhängigkeit sah bereits die (provisorische) Ley Constitucional vom 2. Januar 1934 das allgemeine Männerwahlrecht vor. Am 3. Februar 1934 wurde das Frauenwahlrecht in die vorläufige Verfassung aufgenommen. Aber erst mit der Annahme der Verfassung von 1940 wurde das Frauenwahlrecht wirksam; die übrigen provisorischen Verfassungstexte änderten am Frauenwahlrecht nichts.
Bei der Wahl 1944 wurde Batista als Präsident von Grau San Martín, dem Kandidaten der Partido Revolucionario Cubano (Auténticos)/PRC(A), abgelöst und verließ Kuba, um nach Florida zu gehen. Eine starke Oppositionspartei, der sich auch der junge Fidel Castro anschloss, entstand ab 1947 in der von Eduardo Chibás gegründeten Partido del Pueblo Cubano (Ortodoxos), der zuvor unter Hinweis auf grassierende Korruption aus der Regierungspartei PRC(A) ausgetreten war. Bei der Wahl im Jahre 1948 gewann jedoch erneut der Präsidentschaftskandidat der Auténticos, Carlos Prío.
Ebenfalls im Jahre 1948 bewarb sich Batista um einen Sitz im kubanischen Senat und investierte große Summen in seine Wahl. Er setzte seine Mittelsmänner, darunter auch Kommunisten, in den großen Organisationen ein und fand Unterstützung in der Armee, bei Unternehmern und Bankern. Angesichts geringer Erfolgsaussichten seiner eigenen Präsidentschaftskandidatur bei den für Juni 1952 geplanten Wahlen gegenüber den Kandidaten der Ortodoxos und Auténticos, und großer Unzufriedenheit mit dem Zustand des kubanischen Staates unter den Offizieren unternahm Batista am 10. März 1952 einen Militärputsch. Er errichtete ein autoritäres Regime, unter dem es zur teilweisen Außerkraftsetzung der Verfassung von 1940 und zur Unterdrückung der Opposition kam.
Fidel Castro, ein junger Rechtsanwalt und Mitglied der Orthodoxen Partei von Chibás, klagte Batista wegen seines Militärputsches vor dem Obersten Gerichtshof an. Nachdem die Klage zurückgewiesen wurde, erklärte Castro, dass nun das in der Verfassung verankerte Widerstandsrecht nach Ausschöpfung aller legalen Mittel in Kraft getreten sei und bereitete den gewaltsamen Sturz Batistas vor.

### Die Kubanische Revolution 1953–1959

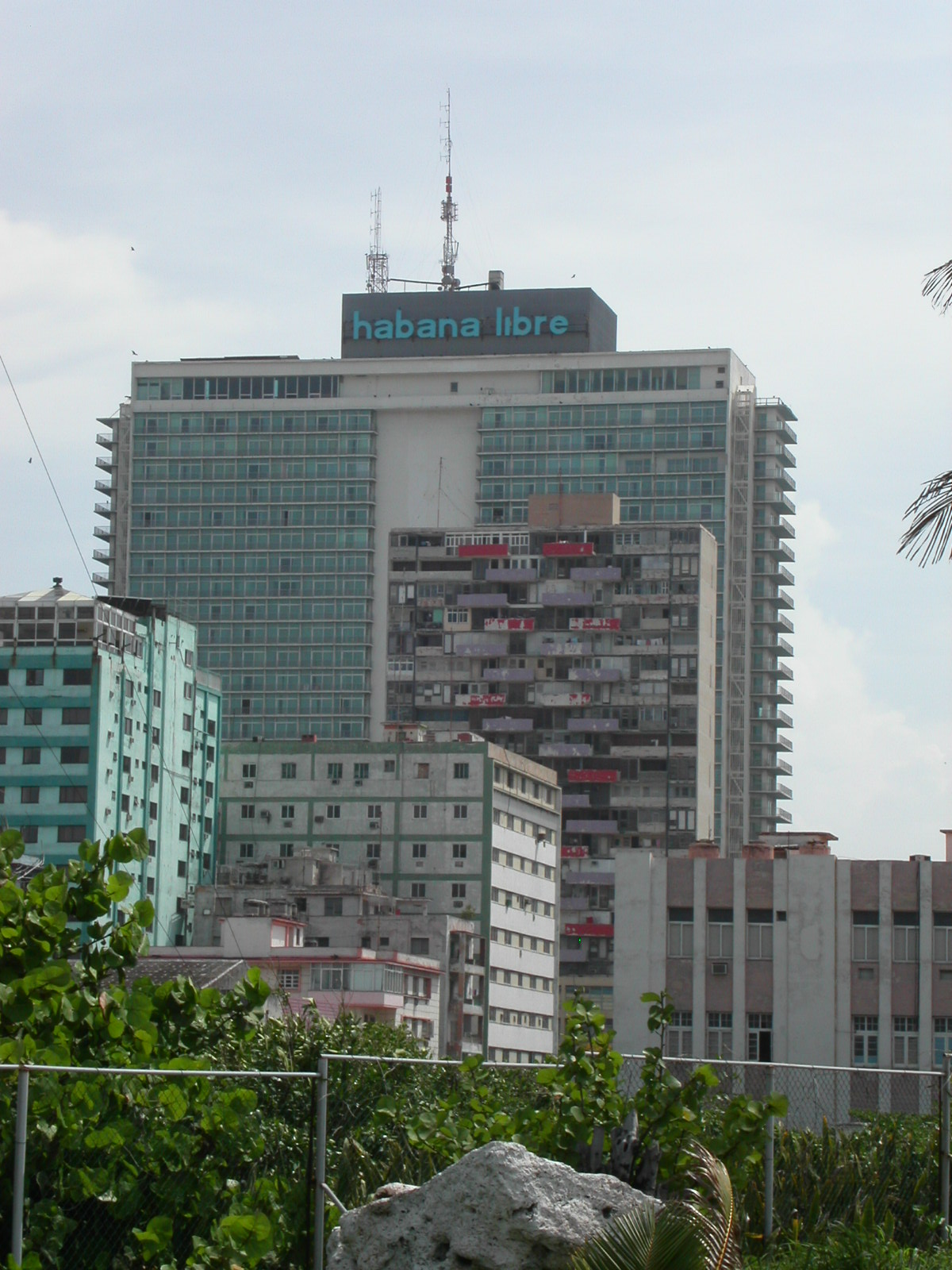
Hotel Habana Libre ehemals Hilton Havana, während der Revolution vorübergehender Regierungssitz

Am 26. Juli 1953 verübte eine Guerillatruppe unter der Führung des Rechtsanwalts Fidel Castro Ruz einen Angriff auf die Moncada-Kaserne von Santiago, der allerdings fehlschlug. Dies war der Beginn der Revolution unter Führung der Bewegung des 26. Juli (M-26-7). Die erklärten Ziele der Bewegung waren Sozialreformen, Demokratie und die Wiederherstellung der Verfassung von 1940. Nachdem Castro nach knapp zweijähriger Haft von Batista begnadigt wurde, ging er 1955 ins Exil (zunächst in die USA, später Mexiko). Er kehrte im Dezember 1956 mit 82 Guerilla-Kämpfern zurück.
Am 1. Januar 1959 floh Fulgencio Batista ins Exil, woraufhin Castros Revolutionäre die Herrschaft übernahmen. Fidel Castro übernahm am 13. Februar das Amt des Ministerpräsidenten. Kubas Kommunisten standen der revolutionären Bewegung lange Zeit sehr skeptisch gegenüber und verurteilten sie als „kleinbürgerlichen Terrorismus“.

## Kuba nach der erfolgreichen Revolution – Das sozialistische Kuba

### 1959 und die 1960er Jahre

#### Die Anfangsjahre nach der Revolution
Erklärtes Ziel der Revolution war es, bezogen auf den kubanischen Volkshelden José Martí, „Umgestaltung, Unabhängigkeit, Gerechtigkeit und Würde der kubanischen Nation“ zu sichern. Dies sollte die Kleinbauern, Landarbeiter, die Arbeiter in den Städten sowie die Mittelschicht einschließen, soweit diese bereit waren, die neuen Prozesse mitzutragen. Besonderes Anliegen Martís war ein „radikales Maß an sozialer Gleichheit“ gewesen.
Zunächst nahmen auch zivile Oppositionspolitiker die höchsten Ämter im Staat ein. Premierminister und damit höchster Regierungsrepräsentant wurde José Miró Cardona von den Auténticos. Fidel Castro begnügte sich vorerst mit dem Posten des Oberkommandierenden der Streitkräfte und Chef der M-26-7. Der alte Kongress wurde aufgelöst, ebenso die dort vertretenen Parteien. Einzig zugelassen waren nun die M-26-7, das Directorio Estudiantil (Studentendirektorium) sowie die 1944 in Partido Socialista Popular (PSP) umbenannte Kommunistische Partei Kubas. Eine neue Verfassung löste im Februar 1959 sämtliche kommunale Autonomie auf und konzentrierte die Macht in der Exekutive des Staates. Aktivisten und Anhänger des Batista-Regimes wurden in Schnellverfahren verurteilt und meist hingerichtet, was offiziellen Angaben zufolge mehr als 500 Menschen das Leben kostete und die erste große Auswanderungswelle verursachte.

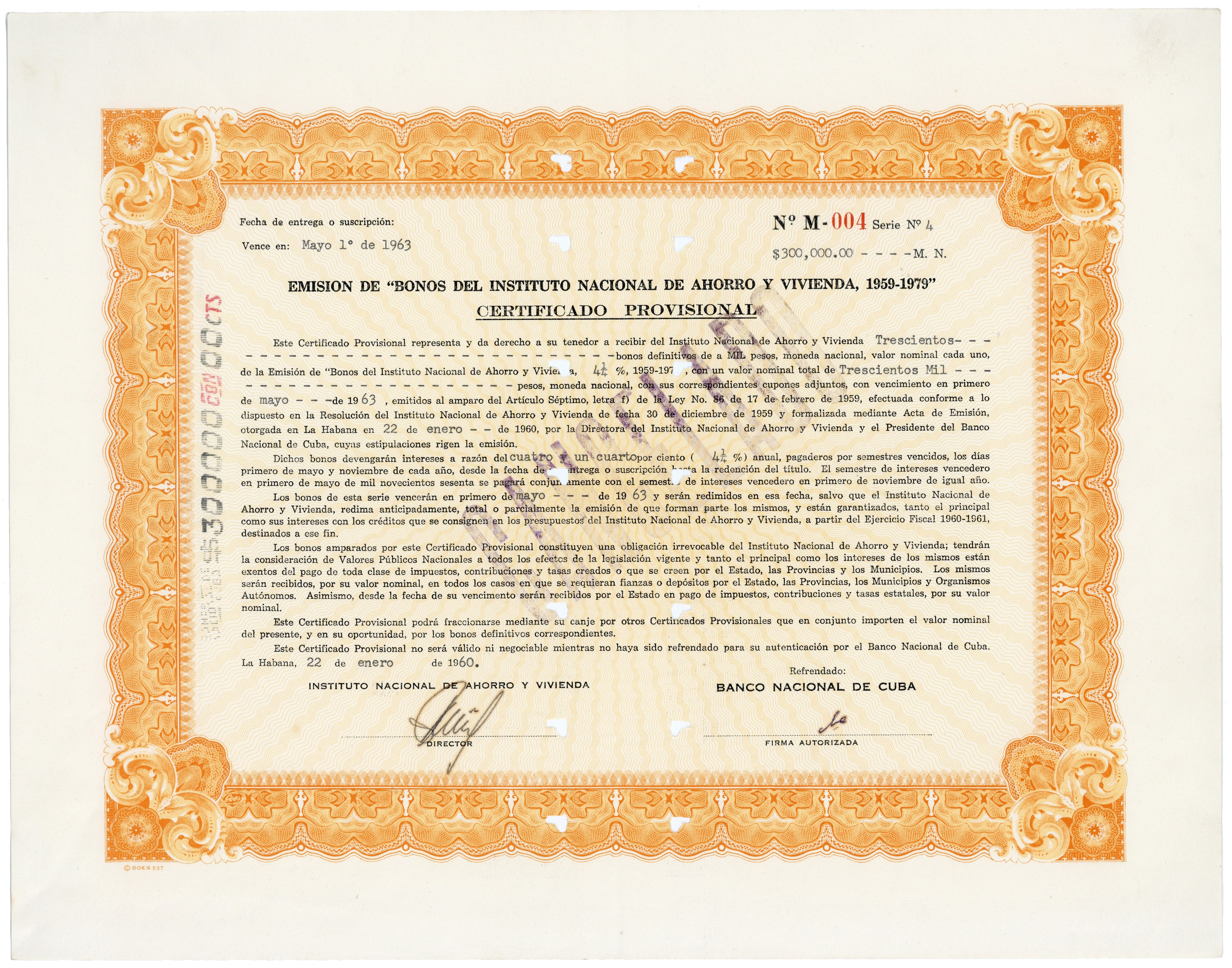
Vorläufiges Zertifikat für eine Anleihe der Banco Nacional de Cuba über 300.000 Pesos, ausgestellt in Havanna am 22. Januar 1960, im Original (rechts) unterschrieben von Ernesto „Che“ Guevara als Präsident der kubanischen Zentralbank. Die Anleihe war bestimmt für die Finanzierung der Nationalen Spar- und Wohnungsbaugesellschaft (INAV), zwischen 1959 und 1962 verantwortlich für einen großen Teil des staatlichen Wohnungsbaus in Kuba.

Im Februar 1959 ließ sich Fidel Castro per „Massenakklamation“ zum Regierungschef bestimmen. Eine seiner ersten Amtshandlungen war eine Agrarreform, welche den Landbesitz auf maximal 400 Hektar beschränkte. Diese stand durchaus im Einklang mit der nie in die Praxis umgesetzten progressiven Verfassung von 1940. Große Teile der Mittelschicht, welche bisher die Revolution unterstützt hatte, waren gegen dieses Gesetz. Besonders betroffen waren US-Agrarbetriebe, die einen Großteil der Zuckerfabriken besaßen. Im Juni 1959 trat der erste Präsident der Revolutionsregierung Urrutia zurück. An seine Stelle traten radikale Revolutionäre wie Che Guevara, der nun das Amt des Industrieministers einnahm, obwohl er von Wirtschaft wenig verstand. Kurze Zeit später wurde Guevara auch Chef der Staatsbank. Innerhalb Kubas organisierte sich ein neuer, zum Teil bewaffneter Widerstand gegen die M-26-7. Selbst Revolutionskommandeure wie Eloy Gutiérrez Menoyo beteiligten sich daran. Im Escambray-Gebirge entbrannte ein bewaffneter Aufstand gegen die Castristen. Der ehemalige Guerillaführer Comandante Huber Matos wurde unter dem Vorwurf, in Camagüey Ähnliches zu planen, festgenommen und zu 20 Jahren Haft verurteilt.
Da die M-26-7 zahlenmäßig klein war und über eine schwache Machtbasis im Volk verfügte, suchte sie Verbündete. Es standen zwei relativ starke potenzielle Partner bereit. Dies waren zum einen die Gewerkschaften, die jedoch tendenziell anticastristisch eingestellt waren, und zum anderen die kommunistische PSP. Die Gewerkschaftsführer konnten ihre Macht trotz gewonnener Gewerkschaftswahlen nicht sichern, da neu gebildete Castro-treue Milizen ihnen entgegenwirkten. Folge war unter anderem eine arbeiterfreundliche Tarifpolitik, die den Mittelstand, bisherige Stütze der kubanischen Wirtschaft, in zunehmende Schwierigkeiten brachte. Im März 1959 wurden die Mieten für Wohnungen halbiert und die Telefongesellschaft verstaatlicht. Die Kaufkraft der Kubaner stieg, während die Produktion sank. Die Regierung entschied sich nicht für eine „klassische“ Lösung des Problems durch eine Spar- und Konsolidierungspolitik, sondern für eine massive Umverteilung zugunsten der bisher benachteiligten Unterschichten, was den Castro-Anhängern half, ihre Macht zu stabilisieren. Erneute Gewerkschaftswahlen konnten sie für sich entscheiden, wodurch die Regierung Einfluss auf die städtischen Betriebe erlangte.
1960 wurde das Agrar-Institut INRA gegründet, welches die Aufgabe hatte, enteignetes Land an Genossenschaften und Staatsbetriebe zu verteilen. Es besaß außerdem das Monopol der Kreditvergabe für sämtliche Agrarbetriebe, wodurch der Einfluss von Banken und anderen Kreditgebern eliminiert wurde. Es kam auf dem Land zu massiven Unruhen, welche regional fast bürgerkriegsähnliche Ausmaße annahmen. Die bewaffneten Aufständischen in der Escambray wurden von Großbauern aus anderen Regionen unterstützt. Hinzu kamen zunehmende Spannungen mit den USA wegen der Enteignung von US-Besitz. In US-Besitz stehende Ölraffinerien weigerten sich, sowjetisches Erdöl zu verarbeiten, worauf mit der Enteignung dieser Raffinerien geantwortet wurde. Dies mündete schließlich in das noch heute gültige und in dieser Zeit sukzessive verschärfte Handelsembargo. Als Ausgleich wurden die Verbindungen zur Sowjetunion zunehmend enger geknüpft und ein Kredit- und Handelsabkommen geschlossen.
Der Konflikt mit den USA schaukelte sich zu einer handfesten Krise im Rahmen des Kalten Krieges hoch. Nach Verhängung des Embargos ließ Castro die US-Zuckergesellschaften enteignen. Hinzu kam die Verstaatlichung sämtlicher Banken und Betriebe mit mehr als 25 Mitarbeitern. Die Wirtschaft des Landes wurde nun weitgehend vom Staat kontrolliert. Während die USA unter Federführung der CIA Exilkubaner militärisch auszubilden begannen und Mordanschläge gegen Fidel Castro planten, näherte sich Kuba immer weiter an die andere Supermacht an. US-Präsident Eisenhower ordnete die Planung einer Invasion an, welche in einen Volksaufstand gegen die kubanische Regierung münden sollte. Kuba dagegen deckte sich mit Waffen ein. 1961, nun unter Präsident Kennedy, kam es dann zum Angriff durch Exilkubaner am Playa Girón an der Schweinebucht. Reguläre US-Truppen standen zwar auf Marine-Schiffen bereit, Kennedy scheute jedoch deren Einsatz. Im Vorfeld fanden lediglich Bombardierungen von militärischen Zielen wie Flughäfen durch die US-Luftwaffe statt. Castro war auf den Angriff vorbereitet, so dass die Invasoren rasch zerrieben wurden. Der erwartete Volksaufstand fiel aus.
Zur Abwehr konterrevolutionärer Aktivitäten wurden 1960 die Comités de Defensa de la Revolución (Komitees zur Verteidigung der Revolution, kurz: CDR) gegründet, die heute etwa acht Millionen Mitglieder umfassen, praktisch alle Kubaner über 14 Jahre. Diese Nachbarschaftsorganisationen haben die Funktion sowohl der gegenseitigen Überwachung der Bevölkerung als auch der Sozialkontrolle.

#### Schweinebucht-Invasion

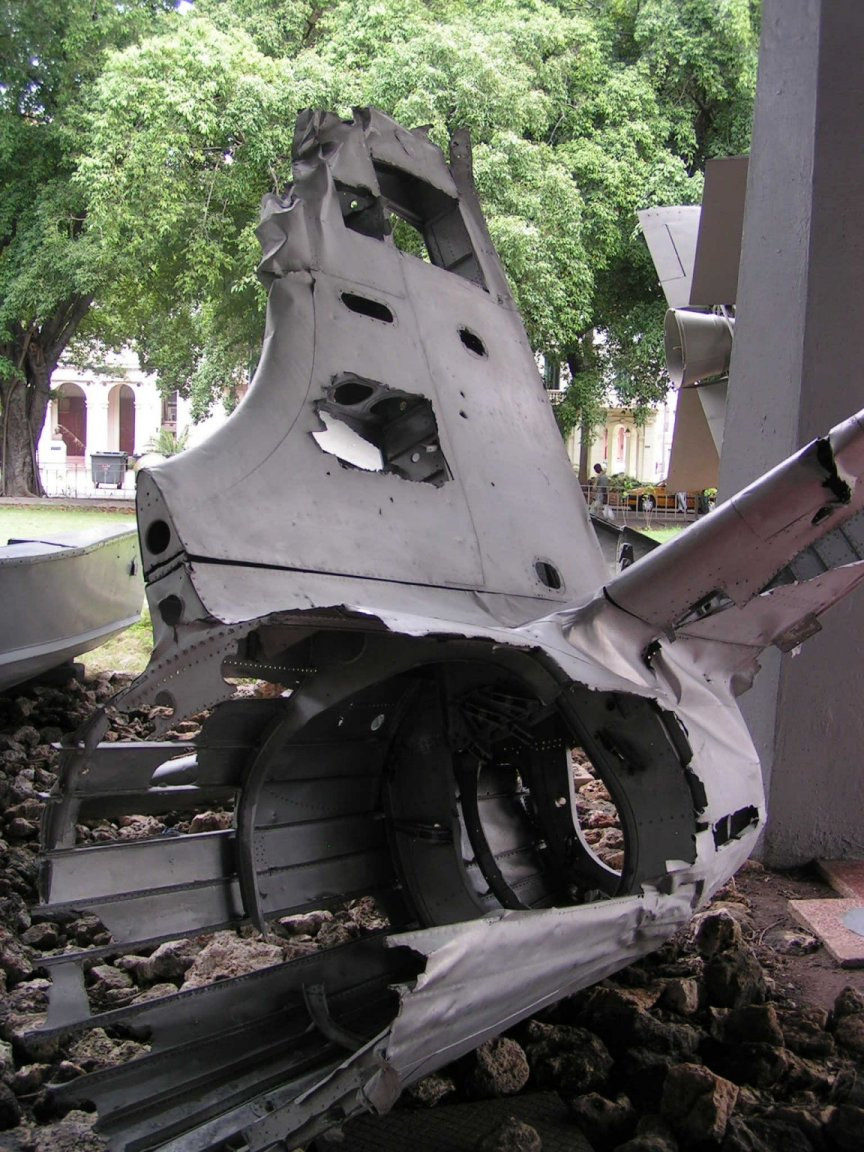
Reste einer von der Invasionstruppe eingesetzten B-26 im Revolutionsmuseum von Havanna

Am 17. April 1961 scheiterten von Guatemala aus eindringende Exilkubaner bei einem Angriff in der »Schweinebucht«. Am 2. Dezember 1961 fand die Proklamation der Sozialistischen Republik auf der Grundlage des Marxismus-Leninismus statt. Fidel Castro erklärte sich in einer landesweit übertragenen Rundfunkansprache zum Marxisten-Leninisten und forderte die Bildung einer kubanischen Einheitspartei zur Einführung des Kommunismus. Im Februar des darauf folgenden Jahres verhängten die USA ein totales Embargo auf alle Einfuhren aus Kuba.

#### Konsolidierung der neuen Macht
Der bewaffnete Widerstand gegen Castro kam nach dem Scheitern der Schweinebucht-Invasion nahezu zum Erliegen. Lediglich in der Escambray wurde noch bis 1966 weitergekämpft. Die Sabotageakte, auch durch Exilkubaner, die heimlich ins Land geschleust wurden, gingen jedoch weiter. Die Regierung erprobte ersten Revolutionsexport auf Basis der Theorien von Che Guevara, der per Weltrevolution einen sogenannten Neuen Menschen schaffen wollte, der nicht mehr individuellen, egoistischen Zielen nachhängt, sondern seine ganze Kraft in den Dienst der Gesellschaft stellt. Im ganzen Land fand eine massive Alphabetisierungskampagne statt. Bücher und Telefon waren nun kostenlos. Einerseits kam es zu einer kreativen Phase in Kunst und Kultur, andererseits kam es zu ersten Maßregelungen gegen kritische Künstler. Der Slogan „In der Revolution alles, gegen die Revolution nichts“ ward geboren. An den Universitäten des Landes konnten nun auch die bisherigen Unterschichten studieren, das Bildungsniveau erhöhte sich schrittweise, gleichzeitig verloren die Hochschulen ihre Autonomie. Es bildete sich der Begriff der Permanenten Revolution heraus, der veranschaulichen soll, dass sich Kuba (noch heute) nach Meinung der kubanischen Führung in einem immer fortwährenden revolutionären Prozess befinde. In der Praxis war jedoch eine fortschreitende Bürokratisierung des Revolutionsprozesses zu beobachten. Lediglich der charismatische Führungsstil Fidel Castros verlieh der Regierung Legitimität.
Im Januar 1962 wurde Kuba auf Druck der USA aus der Organisation Amerikanischer Staaten (OAS) ausgeschlossen, woraufhin alle lateinamerikanischen Staaten, mit Ausnahme Mexikos, ihre diplomatischen Beziehungen zu Kuba abbrachen. Die Sanktionen gegen Kuba seitens der Organisation Amerikanischer Staaten wurden am 30. Juli 1975 jedoch wieder beendet.
Im Oktober 1962 stand die Welt vor einem Atomkrieg. US-Aufklärungsflugzeuge entdeckten auf kubanischen Territorium sowjetische Atomraketen, welche eine Reichweite bis nach New York hatten. Die USA verhängten eine Seeblockade gegen Kuba, um die Stationierung weiterer Atomwaffen auf Kuba zu verhindern. Es begann ein 13-tägiger Nervenkrieg zwischen den Großmächten, welcher schließlich im Einlenken der Sowjetunion mündete, die ihre Atomwaffen aus Kuba abzog. Fidel Castro, der mit dieser Entscheidung überhaupt nicht einverstanden war, warf dem sowjetischen Staatschef Nikita Chruschtschow vor Studenten der Universität Havanna vor, „keine Eier“ zu haben, welche daraufhin „spontan“ skandierten: „Nikita, mariquita, lo que se da no se quita“, was sinngemäß „Nikita du kleine Schwuchtel, geschenkt ist geschenkt, wiederholen ist gestohlen“ bedeutet.

#### Kuba-Krise (Oktober-Krise)
Nach dem Scheitern der Schweinebucht-Invasion gab es in den Präsidenten-Beratungen unter Kennedy, die inzwischen nicht mehr der Geheimhaltung unterliegen, Überlegungen, Kuba noch einmal anzugreifen, diesmal aber unter direktem Einsatz von US-Truppen. Was fehlte, war ein brauchbarer Vorwand, um den völkerrechtswidrigen Angriff auf Kuba zu rechtfertigen. Nach der Schweinebucht-Invasion wurden von der UdSSR Atomraketen auf Kuba stationiert, die unter anderem zur Abschreckung einer Invasion durch die USA dienten. Da die USA an der türkisch-sowjetischen Grenze ebenfalls Atomraketen stationiert hatte, sah die Sowjetunion in diesem Schritt ein „Gleichziehen“ im Sinne der Abschreckungsdoktrin des Kalten Krieges. Die Entdeckung sowjetischer Raketenbasen auf Kuba im September 1962 schien nach langer Überlegung der Präsidentenberater der gesuchte Anlass für einen Angriff auf Kuba zu sein. Im Oktober 1962 errichteten die USA eine totale Blockade über Kuba und bedrohten auf dem freien Meer sowjetische Handelsschiffe mit Warnschüssen. Der Atomkrieg zwischen den USA und der Sowjetunion schien greifbar nahe. Nach Geheimverhandlungen zum Abbau amerikanischer Atomraketen in der Türkei stimmten die Sowjets zu, auch die Raketenbasen auf Kuba zu eliminieren. In der Öffentlichkeit war von diesem Geheimabkommen jedoch nichts bekannt, so dass die US-Regierung unter Kennedy als Sieger gestärkt aus der Oktober-Krise hervorging. Die USA sicherten öffentlich zu, keine weiteren Angriffe auf Kuba vorzubereiten.

#### Suche nach neuen Wegen in der Wirtschaft
Nachdem die politische Herrschaft Anfang der 1960er Jahre einigermaßen gesichert war, taten sich nun die Probleme der ökonomischen Umgestaltung auf. Für die Erhöhung der Realeinkommen in der zentralisierten Wirtschaft sollte sich jeder freiwillig maximal für den gesellschaftlichen Fortschritt einsetzen und als Vorbild für andere wirken. Zahlreiche Dienstleistungen wurden quasi kostenlos angeboten. Selbst über eine komplette Abschaffung des Geldes wurde nachgedacht. Die Folge war jedoch ein massives Absinken der Arbeitsproduktivität und eine Geringschätzung öffentlicher Installationen wie Telefonzellen, die in der Fläche zunehmend funktionsunfähig waren. Das Ziel, Importprodukte durch heimische Produktion zu ersetzen, wurde klar verfehlt. Die Folge war eine langfristige Abhängigkeit von Subventionen aus der Sowjetunion. Das US-Embargo tat sein Übriges, obwohl ihm nicht die Hauptschuld zuzurechnen ist. Weder die Versorgung der Bevölkerung mit landwirtschaftlichen Produkten noch die Transportfrage war der Staat mehr in der Lage sicherzustellen.
Ein besonderes Sorgenkind war die Landwirtschaft. Die zunehmende Bildung der Landbevölkerung hatte den Effekt, dass diese lieber Beschäftigung in den Städten suchten, als die harten Arbeitsbedingungen auf dem Land auf sich zu nehmen. Gigantische, zentralistisch geführte Staatsfarmen entfremdeten die dort Beschäftigten vom bäuerlichen Denken. Der Versuch der Züchtung neuer Rinderrassen erwies sich als gigantischer Fehlschlag, der sich bis heute negativ auf die Versorgung der Bevölkerung mit Milch und Rindfleisch auswirkt. Erhöhter Druck des Staates auf die Bauern bewirkte eher das Gegenteil. Sie antworteten mit Produktionsverweigerung oder wichen auf informelle Märkte aus. Der anticastrische Widerstand wurde weiter gestärkt.
Die Regierung antwortete 1963 mit einer weiteren, nun weitaus radikaleren Landreform. Sämtliches Land über fünf Caballerías (67 Hektar) wurde nun enteignet. Außerdem wurde eine militärische Offensive gegen die Aufständischen im Escambray-Gebirge gestartet, die mit Umsiedlungen von Teilen der dortigen Bevölkerung verbunden war. Die allgemeine Wehrpflicht wurde eingeführt.
Diese Maßnahmen konnte zwar die Situation beruhigen und die Aufständischen niederschlagen, jedoch einer produktiven Landwirtschaft waren sie nicht förderlich. Es wurden unwirtschaftliche, sozialistische Staatsbetriebe geschaffen, Kleinbauern zurückgedrängt. Die Regierung startete eine ideologische Offensive. Aus der Partido Unido de la Revolución Socialista de Cuba entstand 1965 erneut die PCC. Politische Gegner ebenso wie Homosexuelle und kritische Künstler wurden zu „nützlicher Arbeit“ gezwungen, wozu Arbeitslager, in Kuba Unidades Militares para Ayudar a la Producción (Militärische Einheiten zur Unterstützung der Produktion, kurz: UMAP) genannt, geschaffen wurden.
In der Regierung wurden mehrere Wirtschaftsmodelle diskutiert, wobei sich zwei Positionen herausbildeten: Che Guevara favorisierte eine Direktfinanzierung der Staatsbetriebe aus dem Staatshaushalt und moralische Anreize, eine Gruppe von Ökonomen favorisierte dagegen das sowjetische Modell, welches eine Entlohnung nach Leistung vorsah. Ein Großteil der Intellektuellen votierte gegen das sowjetische Modell, unter anderem, weil es dort auch nicht funktioniere. Außerdem erschien es ihnen zu undemokratisch. Guevara trat 1965 abrupt von sämtlichen öffentlichen Ämtern zurück und verließ Kuba für immer. Er ging in den Guerilla-Kampf nach Bolivien und wurde dort 1967 getötet. Seine ökonomischen Sichtweisen wurden jedoch 1966 von Fidel Castro aufgegriffen und führten zu einem bis 1970 andauernden Voluntarismus. Jedoch war die Anfangseuphorie des kubanischen Volkes längst erloschen. Das kubanische Leben wurde zunehmend ritualisiert. Ein demokratischer Gedankenaustausch fand nicht mehr statt. Es mehrten sich die Versorgungsmängel ebenso wie die Unzufriedenheit der Bevölkerung. Außenpolitisch begrüßte Castro 1968 im Rahmen des Prager Frühlings den Einmarsch von Truppen des Warschauer Pakts in die ČSSR. Noch vorhandenes Privateigentum in Form von Handwerksbetrieben oder kleinen Restaurants wurde nahezu komplett abgeschafft. 90 % der rund 15.000 Juden, die in den 1950er Jahren – großteils als Geschäftsleute – in Havanna gelebt hatten, verließen Kuba, auch weil sie als „Kapitalisten“ beschimpft wurden. Es wurden Einheitslöhne unabhängig von der Wertigkeit der Arbeit eingeführt. Sämtliche arbeitsfähige Kubaner mussten einen Arbeitsplatz vorweisen. Es begann eine Kampagne gegen vermeintlich arbeitsscheue Schwule und Künstler.
Dies alles gipfelte im Jahre 1970 in der Kampagne zur Gran Zafra. Ausgegebenes Ziel war es, in dieser Erntesaison 10 Millionen Tonnen Zucker zu ernten, was einem Rekordwert entsprochen hätte. Die dazugehörige Massenmobilisierung sollte die politische und wirtschaftliche Unabhängigkeit Kubas beweisen. Sämtliche humanen und materiellen Ressourcen wurden verfügbar gemacht, um dieses Ziel zu erreichen. Für die restliche Wirtschaft hatte dies dramatische Folgen, da deren Produktion dramatisch absank. Demzufolge brach auch die Versorgung der Bevölkerung weiter ein. Trotz aller Anstrengungen wurden lediglich 8,4 Millionen Tonnen Zucker geerntet. Zwar wurde letztendlich eine Rekordernte eingefahren, wenn auch das eigentliche Ziel verfehlt wurde. Dennoch richtete dieser Aktionismus schweren Schaden in der kubanischen Volkswirtschaft an, weil aus anderen wichtigen Wirtschaftszweigen finanzielle Mittel und Arbeitskräfte abgezogen wurden.

### Die 1970er und 1980er Jahre
Der Fehlschlag der Gran Zafra zwang Kubas Regierung, sich weiter an das sowjetische Modell zu binden. Man erkannte, dass Kuba allein nicht überlebensfähig war. Das Bildungssystem wurde am Marxismus-Leninismus ausgerichtet, frei denkende Künstler bekamen zunehmende Schwierigkeiten und die partizipative Demokratie starb vollends.
Für den einfachen Kubaner begannen sich die persönlichen wirtschaftlichen Verhältnisse jedoch zunehmend zu verbessern. Die Ausgaben für das Bildungswesen erhöhten sich von 1959 bis Mitte der 1970er Jahre um das 21-Fache. Lebenserwartung und Säuglingssterblichkeit bewegten sich zunehmend auf dem Niveau der Erste-Welt-Länder. Gleichzeitig begann sich die „Revolution“ zu institutionalisieren. 1975 fand der 1. Parteikongress der PCC statt. Obwohl die Statuten der Partei einen Fünf-Jahres-Rhythmus vorsehen, wurden diese Parteitage auch in Zukunft nur in unregelmäßigen Abständen abgehalten.
Auf diesem Parteitag wurde die 1976 in Kraft getretene neue Verfassung beschlossen. Fidel Castro erhielt die absolute Macht, das sogenannte mando único. Er vereinigte nun sämtliche wichtigen Ämter des Staates in einer Person. Er war sowohl Staats- als auch Regierungschef, Generalsekretär des ZK der PCC sowie Oberbefehlshaber der Armee. Weder die formal angestrebte partizipative Demokratie noch irgendein gesunder Wettbewerb um politische Ämter fand mehr statt. Die Rhetorik der „permanenten Revolution“ trat an ihre Stelle.
In der Wirtschaft erfolgte eine Phase der „Sowjetisierung“, auch verbunden mit einer gewissen Dezentralisierung. Betriebe, die für Munizipial- oder Provinzregierungen arbeiteten, wurden deren Kommando unterstellt. Es wurde Kostenrechnung eingeführt, wogegen sich Che Guevara zu seiner aktiven Zeit in Kuba heftig gesträubt hatte. Im Juli 1972 trat Kuba dem Rat für gegenseitige Wirtschaftshilfe (RGW), der Wirtschaftsorganisation der Ostblockstaaten, bei. Nach den Zeiten des Mangels in den 1960er Jahren führten feste Zuckerpreise, Transferrubel-Geschäfte und regelmäßige Lieferungen von Öl und Material nun zu einem bescheidenen Wohlstand der Kubaner. Sogenannte Microbrigaden aus freiwilligen Arbeitern sollten für die Schaffung von Wohnraum sorgen, den sie dann selbst bewohnten. 1980 wurden freie Bauernmärkte zugelassen. Lebensmittel und andere Agrarprodukte konnten dort zu höheren als den staatlich festgesetzten Preisen verkauft werden. Private Kooperativen nahmen schlagartig zu. Der Staat war allerdings nicht in der Lage, das Transportproblem zwischen Land und Stadt zu lösen, weswegen sich ein illegales Händlernetz etablierte, das begann, Monopolpreise auszurufen. 1986 wurden die privaten Bauernmärkte wieder verboten.
Auch technologisch war die Anbindung an den Comecon ein Rückschritt. Kuba war bisher auf technische und Konsumgüter aus den USA ausgerichtet. Diese wurden nun nach und nach unbrauchbar. Man begann sowjetisches Erdöl weiterzuverkaufen, um dadurch höherwertige westliche Güter einkaufen zu können. In der Zeit der Präsidentschaft von Jimmy Carter kam es außerdem zu einer Entspannung der Beziehungen zu den USA. Mit den neuen Bruderstaaten kam es zu einem regen Austausch. Kuba wurde zu einem Urlaubsparadies für Ostblockfunktionäre. Auch durften junge Leute aus der DDR und den anderen Ostblockstaaten in Kuba studieren und in Havanna einen Hauch westlicher Lebensweise kennenlernen. Dieser „Internationalismus“ diente den kubanischen Verantwortlichen gerne als Ausrede für den mangelnden Lebensstandard der Kubaner. Fidel Castro selbst präsentierte sich liebend gerne als außenpolitischer Visionär, um von innerstaatlichen Miseren abzulenken.
Insbesondere für Künstler und Kulturschaffende begann mit den 1970er Jahren ein trauriges, „graues“ Jahrzehnt (decada gris). Mit der Etablierung und Bürokratisierung wurde die künstlerische Entfaltung stark eingeschränkt. Die schon 1961 von Fidel Castro ausgegebene Parole, „für die Revolution alles, gegen die Revolution nichts“, wurde nun aus der Sicht der Machthaber konsequent umgesetzt. Auslöser war die sogenannte Padilla-Affäre, benannt nach dem Poeten Heberto Padilla, welche Kuba viele Sympathien im Ausland kostete. Padilla veröffentlichte 1971 seinen Gedichtband Außerhalb des Spiels, der von einer Jury des nationalen Schriftstellerverbandes UNEAC ausgezeichnet wurde. Die Führung des Verbandes wollte dem jedoch nicht folgen. Das Buch enthielte „ideologische Elemente, die dem Denken der Revolution deutlich entgegengesetzt“ wären. Das Buch drücke den „Selbstausschluss des Autors aus dem kubanischen Leben aus.“ Zwar durfte dieser Band Padillas noch erscheinen, spätere Werke wurden jedoch verboten. Im Ausland zu einer zentralen Figur des Widerstands hochgepuscht, wurde Padilla im März 1971 wegen vorgeblicher Kontakte zu ausländischen Geheimdiensten verhaftet, womit das sogenannte „graue Jahrfünft“ (quinquieno gris) begann, eine Zeit harter Verfolgung von von der Staatslinie abweichenden Künstlern und anderen Personen. Auch der Hochschulbereich und die Parteizeitung Granma wurde von unorthodoxen linken Denkrichtungen gesäubert. Einer der heute bekanntesten Oppositionellen, Elizardo Sánchez, damals Professor für marxistische Philosophie, gehörte zu den Betroffenen. Heutzutage wird das gesamte Jahrzehnt der 1970er Jahre als graues Jahrzehnt bezeichnet, weil damit die „schöne Revolution“ linker Künstler und Intellektueller zu Grabe getragen wurde.
1974 kam es in Portugal zur sogenannten Nelkenrevolution. Im Anschluss daran strebte die damalige portugiesische Kolonie Angola nach Unabhängigkeit. Es kam zu einem Bürgerkrieg zwischen der marxistisch orientierten MPLA und der vom rassistischen Südafrika unterstützten UNITA. Ende 1975 griff Kuba zugunsten der MPLA-Rebellen in den Konflikt ein, in dessen Ergebnis die angolanische Regierung einigermaßen stabilisiert werden konnte, Namibia die Unabhängigkeit erreichte und Südafrika zu Verhandlungen gezwungen wurde.
Im Jahr 1973 unterstützten kubanische Truppen in kleinem Umfang die arabischen Armeen von Ägypten und Syrien bei ihrem Angriff auf Israel im Jom-Kippur-Krieg. Im Jahr 1978 unterstützte Kuba Äthiopien im Kampf gegen Somalia um das Ogaden-Gebiet. Sechs Tage nach dem Mord am grenadischen Premierminister Maurice Bishop besetzten US-amerikanische Streitkräfte am 25. Oktober 1983 die Karibik-Insel Grenada, ein britisches Überseedominion. Nach der umstrittenen Invasion, die zum Sturz der Regierung des sozialistischen New Jewel Movement führte, nahmen die Streitkräfte die meist im Flughafenbau tätigen Kubaner gefangen.
In Kuba selbst verschärften sich jedoch die wirtschaftlichen Probleme, worüber die außenpolitischen Erfolge nur schwer hinwegtäuschen konnten. Versorgungsprobleme und Wohnraummangel führten zu Verdruss bei der Bevölkerung. Durch die daraus folgenden sozialen Spannungen kam es im April 1980 zur Besetzung der peruanischen Botschaft in Havanna. Daraufhin genehmigte die kubanische Regierung die Anlandung von Booten aus den USA, um Flüchtlinge aufzunehmen und in die Vereinigten Staaten zu transportieren. In der Folge flüchteten gut 100.000 Kubaner, meist über den Hafen Mariel, in Richtung USA, darunter zahlreiche Schwarze, welche bis dahin nicht zu denjenigen mit dem höchsten Emigrationsdruck gehörten. Das Ereignis ging als die Mariel-Bootskrise in die Geschichte ein.
Sinkende Zuckerpreise Anfang der 1980er Jahre verschärften die Krise zusätzlich. Zwar erhielt Kuba aus der Sowjetunion jährliche Subventionen von rund zwei Milliarden Dollar nebst 13 Millionen Tonnen Erdöls, dennoch konnte sich das Land kaum über Wasser halten. Wachsende Schulden erhöhten die Abhängigkeit gegenüber der UdSSR. Die staatliche Verteilungspolitik über die Libreta konnte die Krise einigermaßen abmildern.
Auch im eigentlich hochgelobten Bildungswesen Kubas kriselte es. Schüler der Sekundärstufe wurden in der Regel in Landinternaten fernab von ihrem Elternhaus unterrichtet. Es mangelte an gut ausgebildeten Lehrern, sodass häufig ältere Schüler die jüngeren unterrichteten. Zusätzlich kam es zu einem rapiden Verfall der traditionellen Werte der kubanischen Familie. Die Zahl der Teenagerschwangerschaften nahm erheblich zu. Das Ziel „größtmögliche Bildung für alle“ war real nur durch Absenkung des allgemeinen Bildungsstandards zu erreichen. Es gab im Land auf einmal keine Reinigungskräfte mehr. Andere Dienstleistungen, vor allem handwerkliche, blühten auf und „ernährten“ sich vor allem durch illegal beiseitegeschaffte Waren. Eine gewisse Ausnahme bildeten jedoch die militärisch geführten Betriebe.
Als Mitte der 1980er Jahre Michail Gorbatschow die sogenannte Perestroika ausrief, die auch in der kubanischen Bevölkerung Begeisterung hervorrief, opponierte Fidel Castro dagegen. Er hielt dies für eine Rückkehr zum Kapitalismus. 1986 rief er zur sogenannten rectificación, Berichtigung von Fehlern auf. Die Folge waren Reformen, die jeglichem marktwirtschaftlichem Charakter zuwiderlaufen. Obwohl den Marktkräften zwischenzeitlich mehr Freiraum eingeräumt wurde, herrschte diese Politik bis zum Ende von Fidels Amtszeit. Die Ideen Che Guevaras wurden neu aufgelegt, wonach der PCC die Avantgarde-Funktion zukam, welche für Massenmobilisierung sorgte. Der verordnete Voluntarismus funktionierte jedoch nur noch bedingt. 1988 kritisierte Castro die Vorgänge in der Sowjetunion direkt. In Kuba sei der Sozialismus und die Unabhängigkeit untrennbar miteinander verbunden. Daraufhin wurden in Kuba die privaten Bauernmärkte verboten.
Ab 1988 kehrten die erfolgreichen Angola-Kämpfer in ihre Heimat zurück. Deren wahrscheinlich entstandene Korpsgeist war der Regierung ein Dorn im Auge. Die Folge waren eine Verkleinerung und gleichzeitige Professionalisierung des Militärs. Die USA beschuldigten Kuba in dieser Zeit, Förderer des Rauschgifthandels zu sein. Es kam zu Schauprozessen unter anderem gegen den populären Angola-Veteran General Arnaldo Ochoa. Ochoa und drei enge Mitarbeiter, ebenfalls hochdekorierte Angola-Offiziere, wurden zum Tode verurteilt und erschossen.

#### Kuba in Angola
Kubas Engagement in Angola begann bereits in den 1960er Jahren, als erste Beziehungen mit der linksgerichteten angolanischen antikolonialen Befreiungsbewegung MPLA aufgenommen wurden. Die MPLA war die wesentliche Organisation im Kampf um die Unabhängigkeit von Portugal. Darüber hinaus gab es noch die westlich orientierte UNITA und die FNLA. Die Portugiesen zogen sich nach der Nelkenrevolution nach 400 Jahren Kolonialismus unerwartet schnell aus Angola zurück und die MPLA hatte die besten Voraussetzungen, die Macht in Angola zu übernehmen. In Verhandlungen war keine Einigkeit über die Interimspräsidentschaft bis zu den ersten vorgesehenen Wahlen zustande gekommen. Um die MPLA an der Regierungsübernahme zu hindern, hatten die USA und Südafrika der UNITA und FNLA Unterstützung zukommen lassen. Bis zur Unabhängigkeitserklärung am 11. November 1975 war es für diese unabdingbar, die Hauptstadt Luanda einzunehmen.
Im August 1975 marschierte die südafrikanische Armee mit geheimer Zustimmung der USA in Angola ein, um die UNITA und FNLA zu unterstützen. Es folgte eine wesentlich größere Invasion im Oktober. Mit Zustimmung der MPLA begann Kuba eine massive Intervention mit Kampftruppen, ohne sich aber mit der UdSSR abzustimmen. Diese Unterstützung im letzten Moment war entscheidend für das Zurückschlagen der Angriffe auf Luanda in der Schlacht von Kifangondo, für das Versinken der FNLA in die Bedeutungslosigkeit und für die Regierungsübernahme durch die MPLA.
Nach einem erneuten Einmarsch der südafrikanischen Armee zur Unterstützung der UNITA und zur Verfolgung der SWAPO kam es 1987 bis 1988 zu einer großen Schlacht bei dem südostangolanischen Ort Cuito Cuanavale. Diese Schlacht war die größte auf dem afrikanischen Kontinent seit dem Zweiten Weltkrieg. Wieder ohne Absprache mit der UdSSR entsandte Kuba ein großes Truppenkontingent, das auf Seiten Angolas und der SWAPO gegen die südafrikanische Armee und die UNITA antrat. Die Schlacht wurde zum Wendepunkt im Kampf gegen die Apartheid und ein Fanal für die Unabhängigkeit Namibias. Auf dem Schlachtfeld konnte zwar keine Seite einen eindeutigen Sieg davon tragen, aber das südafrikanische Apartheidregime erkannte, dass der Konflikt nicht zu seinen Gunsten zu gewinnen war.
Als Ergebnis dieses Erfolges auf dem Schlachtfeld nahm Kuba direkt an den Verhandlungen zwischen Angola und Südafrika teil. Am 22. Dezember 1988 unterzeichneten Angola, Kuba und Südafrika das Dreimächteabkommen von New York, welches den Rückzug Südafrikas, die Unabhängigkeit Namibias und den Abzug der kubanischen Truppen innerhalb von 30 Monaten vorsah.
Mit dem Abzug der Kubaner endeten 13 Jahre Militärpräsenz in Angola. Gleichzeitig zogen die Kubaner aus Pointe Noire (Republik Kongo) und Äthiopien ab.

### Kubas Internationalismus
Von Anfang an definierte sich die kubanische Revolution internationalistisch und war global ausgerichtet. Aus dieser außenpolitischen Überlebensstrategie erwuchsen schon ein Jahr nach dem Triumph der Revolution auf Kuba militärische und zivile Einsätze in der südlichen Hemisphäre. Obwohl es noch selbst ein Entwicklungsland war, unterstützte Kuba afrikanische, lateinamerikanische und asiatische Länder auf militärischem, medizinischem und pädagogischem Gebiet. Diese „Übersee-Abenteuer“ irritierten nicht nur die USA, sondern führten auch im Kreml häufiger zu Zähneknirschen. Aufgrund der Notwendigkeit, stabile ökonomische Beziehungen mit westlichen Staaten aufzubauen, hielt sich das kubanische Engagement jedoch anfangs zurück, um nicht dem Vorwurf des Revolutionsexports ausgesetzt zu sein; in der zweiten Hälfte der 1970er Jahre verstärkte Kuba seine internationale Arbeit. Für Lateinamerika spielte das Departamento América unter der Leitung Manuel Piñeiros eine besondere Rolle.
Ein großer Erfolg in Lateinamerika aus kubanischer Sicht war der Aufstand der Sandinisten in Nicaragua, der zum Sturz des Somoza-Regimes im Jahre 1979 führte. Dieser war von Kuba offen unterstützt worden. Der kubanischen Unterstützung anderer Untergrundbewegungen in Lateinamerika, dem Hinterhof der USA, war dagegen weniger Erfolg beschieden. Ganz anders sah es dagegen auf dem afrikanischen Kontinent aus, wo Kuba insgesamt 17 Befreiungsbewegungen beziehungsweise linksgerichtete Regierungen unterstützte – teilweise mit Truppenentsendungen – und eine ganze Reihe von Erfolgen verbuchen konnte, unter anderem in Äthiopien, Guinea-Bissau und Mosambik. Eine besondere Stellung unter diesen Ländern nimmt Angola ein.

### Kuba nach Ende des Kalten Krieges (Periodo especial)
Im Jahr des Falls der Berliner Mauer, 1989, wickelte Kuba gut 85 % des Außenhandels über die sozialistischen Staaten des Ostblocks ab. Deren Implosion löste eine katastrophale Wirtschaftskrise mit erheblichen Versorgungsengpässen aus, weil die Wirtschaftshilfe und die für Kuba sehr günstigen Handelsbeziehungen zu den ehemaligen Verbündeten wegbrachen. Schon seit 1986 verringerte die Sowjetunion ihre Wirtschaftshilfe für Kuba Schritt für Schritt. Nach dem gescheiterten Staatsstreich in Moskau 1991, in den die kubanische Führung nochmals Hoffnungen setzte, brach der Außenhandel mit den GUS-Staaten nahezu vollends zusammen. Er betrug 1992 nur noch 6 % (ca. 65 Millionen US-Dollar) des Vorjahreswertes. Erdöllieferungen der ehemaligen Sowjetunion fielen von 13 auf vier Millionen Tonnen jährlich, was eine schwere Energiekrise in Kuba auslöste. Auch die Lieferung von Industrie- und Konsumgütern zu Vorzugsbedingungen kam zum Erliegen.
Infolgedessen wurde die sogenannte Período especial en tiempos de paz (deutsch: Sonderperiode in Friedenszeiten), eine Art Kriegswirtschaft, ausgerufen. Es folgte eine totale Rationierung sämtlicher Waren. Jegliche Reform in Politik oder Wirtschaft wurde zunächst abgelehnt. Die Zuckerernte sank von sieben Millionen Tonnen (1992) auf 3,3 Millionen Tonnen (1995). Das Importvolumen reduzierte sich auf ein Fünftel der Wertes vor der Krise. Der private Autoverkehr kam wegen Benzinmangels nahezu vollständig zum Erliegen. Das Gesundheitswesen konnte seine Grundversorgung aufgrund des Medikamenten- und Materialmangels kaum noch aufrechterhalten. Die Versorgung mit Lebensmitteln über staatliche Verkaufsstellen beschränkte sich nur noch auf ein absolutes Minimum. Zahlreiche zuvor allgemein verfügbare Produkte waren ab sofort nur noch auf dem Schwarzmarkt gegen Dollar erhältlich. Die „Revolution“ schien am Ende angekommen zu sein. Das Bruttoinlandsprodukt sank bis 1993 um mindestens 40 %. Die USA versuchten, diese Situation auszunutzen und verschärften in der Hoffnung auf einen baldigen Volksaufstand mit dem Torricelli Act 1992 das Handels-Embargo.
Als Reaktion auf den Absturz der Wirtschaft musste die kubanische Regierung 1993 den verhassten US-Dollar als offizielle Zweitwährung zulassen, dessen Besitz bis dahin unter Strafe stand. Gleichzeitig war es Kubanern ab sofort erlaubt, Überweisungen in Devisen-Währungen aus dem Ausland entgegenzunehmen. Diese Maßnahmen kamen vor allem Angehörigen der ehemaligen (meist weißen) Mittel- und Oberschicht zugute. Die Hauptgewinner der Revolution, die in vorrevolutionären Zeiten stark unterprivilegierte schwarze Bevölkerungsschicht, gehörte nun zu den Hauptverlierern, da diese in der Exilkubanergemeinde im Ausland eher unterrepräsentiert waren und demzufolge auch eher weniger von Überweisungen aus dem Ausland profitieren konnten. In der Wirtschaft gab es eine zunehmende Spaltung zwischen Peso- und Devisenwirtschaft. Der Devisensektor wurde für ausländische Investitionen geöffnet. Es wurden hier auch Marktmechanismen eingeführt, welche jedoch die extreme Versorgungslage nicht entschärfen konnten.
Am 5. August 1994 kam es in Havanna wegen der miserablen Lebensumstände während der Spezialperiode erstmals seit der Revolution zu gewalttätigen Unruhen. Als Folge wies Castro am 7. August die Aufhebung der Küstenüberwachung an und löste damit die größte Massenflucht aus Kuba aus, die als Balsero-Krise in die Geschichte einging. (→ Unruhen in Havanna 1994.) Abgesehen von diesem Vorfall blieben die aus den USA, insbesondere dem von Exilkubanern bewohnten Florida erwünschten und erwarteten Umsturzversuche gegen das Castro-Regime aus.
Die kubanische Regierung legalisierte wieder die erst 1986 verbotenen privaten Lebensmittelmärkte, woraufhin sich die Situation in der Lebensmittelversorgung auf niedrigem Niveau zu stabilisieren begann. Auch die Gesamtwirtschaft begann nun, dank des Devisensektors zu wachsen.
Am 25. März 1995 trat Kuba dem Vertrag von Tlatelolco bei, der die Verbreitung von Atomwaffen in Lateinamerika untersagte. Die kubanische Luftwaffe schoss im Februar 1996 zwei zivile, US-amerikanische Flugzeuge der Brothers to the Rescue, einer exilkubanischen Vereinigung in Miami, nach einer Luftraumverletzung ab, als diese sich wahrscheinlich schon wieder über internationalen Gewässern befanden. In der Folge wurde in den USA der Torricelli Act durch den Helms-Burton Act nochmals verschärft, was nach Einschätzung des Historikers Michael Zeuske durchaus auch im Interesse der Hardliner innerhalb der kubanischen Regierung gelegen haben dürfte. Der Abschuss der beiden Flugzeuge erfolgte just am selben Tag, an dem eine kubanische Oppositionsgruppe eine Protestaktion zum 20. Jahrestag der Verfassung plante. Kubas Regierung wollte damit einen plausiblen Zusammenhang zwischen interner Opposition und externer, US-amerikanischer Aggression plausibel machen. Dass dies politische Folgen in den USA haben würde, war den Regierungen durchaus bewusst, wie Fidel Castro selbst in einem Zeitungsinterview erklärte. Präsident Clinton, der gegen den Helms-Burton-Act ursprünglich sein Veto einlegen wollte, unterschrieb schließlich dieses Gesetz unter dem Druck der politischen Ereignisse.
Während die Wirtschaftskrise, von der vor allem Landwirtschaft und Industrie betroffen waren, weiter anhielt, erfuhr der Tourismus hingegen einen großen Aufschwung. Privaten Wohnungsbesitzern wurde 1995 erlaubt, Zimmer an ausländische Touristen zu vermieten. Diese Bed-and-Breakfast-ähnlichen Unterkünfte werden in Kuba Casas particulares (Privathäuser) genannt. Profitieren von dieser Neuregelung konnten in erster Linie Angehörige der ehemaligen, meist weißen Mittelschicht, sowie Parteifunktionäre, die über entsprechenden vermietbaren Wohnraum verfügten. Zwar wurden 1997 relativ hohe pauschale Abgaben für solche Vermietungen eingeführt, jedoch glichen dies die Vermieter häufig dadurch aus, dass den Touristen gegen Devisen Mahlzeiten angeboten wurden, deren Zutaten zu günstigen lokalen, teilweise auch subventionierten Preisen eingekauft wurden. Zahlreiche Kubaner fanden in diesen Vermietungen illegale Arbeit, beispielsweise als Koch oder Reinigungskraft. Seit 2010 können diese Beschäftigungsverhältnisse legal angemeldet werden. Und im Gegensatz zur häufig äußerst maroden Bausubstanz in Kuba sind diese Häuser in der Regel relativ frisch renoviert.
Ab 1997, nachdem sich die kubanische Wirtschaft einigermaßen vom Schock erholt hatte und sich nun anschickte, es den Tigerstaaten in Asien gleichzutun, begann die kubanische Regierung damit, die marktwirtschaftlichen Reformen auszutrocknen. Die Binnenwirtschaft blieb jedoch weiterhin schwach. Die landwirtschaftliche Produktion, insbesondere die von Zucker, verfiel weiterhin.
Vom 21. bis zum 25. Januar 1998 besuchte Papst Johannes Paul II. Kuba. Im Ergebnis dessen wurde Weihnachten wieder offizieller Feiertag in Kuba. Parteimitglieder durften sich ab sofort auch wieder zum Christentum bekennen. Das Verhältnis zur katholischen Kirche entspannte sich deutlich und diese wurde in den kommenden Jahren zunehmend als Gesprächs- und Verhandlungspartner akzeptiert.
Im Mai 2005 gründeten Kuba und Venezuela die ALBA, die Bolivarianische Alternative zur ALCA, der US-dominierten Wirtschaftsgemeinschaft. Während Venezuela von Kuba Unterstützung beim Aufbau seines Gesundheits- und Erziehungswesens erhält, beteiligt sich Venezuela beim Aufbau der kubanischen Wirtschaft.
Am 31. Juli 2006 wurde Fidel Castro in einem Krankenhaus in Havanna einer Magen-Darm-Operation unterzogen, nachdem es zu einer Darmblutung gekommen war. Seine Ämter gab er zunächst vorübergehend an seinen 75-jährigen Bruder Raúl Castro ab, der erster Vizepräsident der Regierung, zweiter Sekretär des ZK der PCC und Oberkommandant der Streitkräfte war. Am 24. Februar 2008 wurde Raúl Castro von der neu gewählten Nationalversammlung zum Vorsitzenden des Staats- und Ministerrates gewählt, nachdem Fidel zuvor angekündigt hatte, krankheitsbedingt nicht mehr für diese Ämter kandidieren zu wollen. Er kündigte wirtschaftliche Reformen bei gleichzeitiger Beibehaltung des Sozialismus an. Am 3. Juni 2009 widerrief die Generalversammlung der Organisation Amerikanischer Staaten den 1962 erfolgten Ausschluss Kubas aus der Organisation.

### Kuba nach Fidel Castro
Ende des ersten Jahrzehnts des 21. Jahrhunderts ist Kuba mit zahlreichen Krisen konfrontiert. Die größte davon dürfte die äußerst marode Infrastruktur sein, welche zum Teil seit den 1960er Jahren nicht mehr erneuert wurde. Dies betrifft vor allem die baufälligen Gebäude, Wasser- und Abwassersysteme, Stromversorgung und das Telekommunikationsnetz. Manche neue Technologien, wie zum Beispiel das Internet, werden von der Regierung aus politischen Gründen auch bewusst vernachlässigt und zudem stark kontrolliert. Steigende Preise bei Lebensmitteln auf dem Weltmarkt, die Kuba zum großen Teil importieren muss, machten die Situation nicht einfacher.
Mit seiner Wahl zum Staats- und Regierungschef am 24. Februar 2008 übernahm Raúl Castro endgültig die Regierungsgeschäfte von seinem schwer erkrankten Bruder Fidel. In seiner Antrittsrede kündigte Raúl wirtschaftliche Reformen an, um das Land aus seiner schweren ökonomischen Krise zu führen. Außerdem sollen nach und nach einige „unsinnige Verbote“ für die Kubaner aufgehoben werden. Den Weg des Sozialismus wolle die Regierung jedoch fortsetzen.
Kubaner durften ab sofort in den bisher für ausländische Touristen reservierten Hotels übernachten, welche bis dato für Einheimische gesperrte Touristikressorts darstellten. Darüber hinaus wurde ihnen erlaubt ein Auto zu mieten, einen Mobilfunkvertrag abzuschließen sowie DVD-Player und andere bisher verbotene elektrische Haushaltsgeräte, wie z. B. Mikrowellengeräte zu kaufen.
Auch wirtschaftlich weicht das Land nun vom strikten sozialistischen Kurs ab und es werden marktwirtschaftliche Elemente eingeführt. So werden bisher brachliegende landwirtschaftliche Nutzflächen an Kooperativen vergeben. Diese dürfen die Felder auf eigene Rechnung bewirtschaften. Außerdem werden die staatlichen Ankaufspreise für wichtige landwirtschaftliche Güter angehoben, um einen Anreiz zu einer gesteigerten Produktion zu bieten. Kuba muss bisher, trotz relativ günstiger klimatischer Bedingungen, einen Großteil seiner Nahrungsmittel aus dem Ausland importieren.
Folgen der Reformen waren und sind jedoch eine wachsende soziale Ungleichheit innerhalb der Bevölkerung, was dem erklärten kubanisch-sozialistischen Ziel eigentlich entgegensteht. Die Bevölkerung teilt sich seit den 1990er Jahren zunehmend in zwei Teile, einerseits diejenigen, die vom wachsenden Tourismus profitieren können oder wie Ärzte und Militärs anderweitig vom Staat protegiert werden, und diejenigen, die weder Zugriff auf die privilegierten Tätigkeiten haben, noch sonst wie an den neuen Möglichkeiten teilhaben können. Viele Errungenschaften der Revolution, auf die Kuba so stolz ist, wie das Bildungs- und das Gesundheitssystem, verfielen zusehends, verschwanden aber nicht völlig. Die Funktionsweise der kubanischen Gesellschaft stellte sich auf eine zunehmend informelle Basis, in dem Schwarzmarktgeschäfte eine wachsende Rolle spielten.
Am 17. Dezember 2014 einigen sich Raúl Castro und der US-amerikanische Präsident Barack Obama auf die Aufnahme diplomatischer Beziehungen und einer Neuausrichtung der kubanisch-US-amerikanischen Beziehungen. Die US-amerikanische Regierung plant, in Havanna wieder eine US-amerikanische Botschaft einzurichten. Außerdem traten einige Embargoerleichterungen in Kraft, welche in die Kompetenz des US-Präsidenten fielen und keine Zustimmung des Kongresses notwendig war. Darunter fielen unter anderem Reiseerleichterungen für US-Bürger nach Kuba und Entbürokratisierung der Reisegenehmigungen, wenngleich Reisen für allein touristische Zwecke für US-Amerikaner weiterhin verboten blieb. Am 29. Mai 2015 wurde Kuba von der Liste Terrorismus unterstützender Staaten gestrichen, auf die es 1982 während Reagans Präsidentschaft gesetzt wurde, weil es linksgerichtete lateinamerikanische Guerillaorganisationen unterstützte. Es wurde auf weitere Erleichterungen im Finanz- und Handelsbereich für Kuba gehofft, Obamas Nachfolger Trump setzte Kuba jedoch zurück auf die Liste.
Am 20. März 2016 besuchte mit Barack Obama das erste Mal seit 88 Jahren wieder ein US-Präsident Kuba. Der letzte Besucher davor war 1928 Calvin Coolidge gewesen. Am 25. März gaben die Rolling Stones in Havanna vor rund einer halben Million Zuhörer ein Gratiskonzert. Es war das größte Konzert in der kubanischen Geschichte und das erste einer englischsprachigen Rockband seit der Revolution. Bis Ende der 1970er Jahre galt westliche Rock- und Popmusik als verpönte westliche Dekadenz.
Ab Ende des Jahres 2016 traten unter US-, aber auch kanadischen Diplomaten in Kuba mysteriöse Krankheitssymptome auf, die später als Havanna-Syndrom bezeichnet wurden. Die Trump-Administration zog daraufhin das Botschaftspersonal fast komplett ab und stellte sämtliche konsularische Dienstleistungen in Kuba ein. Später wurden zahlreiche Embargo-Erleichterungen unter Obama wieder zurückgenommen und zum Ende der Trump-Präsidentschaft, im Januar 2021, Kuba wieder auf die Liste der Terrorismus unterstützenden Staaten gesetzt.
Im April 2018 trat Raúl Castro, wie bereits auf dem 7. Parteitag der PCC angekündigt, von seinen Ämtern als Staats- und Regierungschef zurück, bleibt jedoch als Vorsitzender der PCC mächtigster Mann im Staat. Zu seinem Nachfolger wurde mit Miguel Díaz-Canel zum ersten Mal ein Mann zum Präsidenten gewählt, der nach der Revolution geboren wurde. Er gilt als „blasser technokratischer Parteikader“, dessen primäre Aufgabe es ist, die oberste Führungselite zusammenzuhalten. Wirtschaftliche und gesellschaftliche Entwicklung müssten im Zweifel zurückstehen.
Eine neue Verfassung, welche 2018 vom Parlament, danach in einer Volksvernehmlassung (Referendum, Volksentscheid) beraten worden war, wurde Ende Februar 2019 vom Volk angenommen und erlaubte Formen des Privateigentums und in begrenztem Maße auch ausländische Investitionen. Das Amt des Ministerpräsidenten wurde damit ebenfalls wieder eingeführt. Im gleichen Jahr gründete sich die oppositionelle San-Isidro-Bewegung regierungskritischer Künstler, um gegen ein neues Maulkorbgesetz zu protestieren.
Mit Beginn des Jahres 2021 wurde der Peso convertible als offizielle Parallelwährung zum Peso cubano abgeschafft. Die Reform wurde mit einer Lohn- und Preisreform verbunden. Der Peso convertible wurde 1994 als nationale Entsprechung zum im Land kursierenden US-Dollar eingeführt. Ab 2004 hatte er diesen im offiziellen Zahlungsverkehr vollkommen ersetzt. Ab dem zweiten Halbjahr 2020 wurden jedoch als Ersatz zu den Läden, in denen man in Pesos convertibles bezahlen musste und ein besseres Warenangebot zu den Läden, die lediglich die „einfachen“ Pesos akzeptierten, die so genannten MLC-Läden eingeführt. MLC steht für moneda libremente convertible. Dort kann man nur mit ausländischen Kreditkarten oder mit nationalen Debitkarten, die in frei konvertierbarer Währung aufgeladen wurden, einkaufen. Die Währung der „MLC“ ist nicht explizit definiert. Das Guthaben auf den Debitkarten entspricht jedoch dem US-Dollar. Ebenso werden ausländische Kreditkarten belastet.
Im Februar 2021 erschien das Lied von populären kubanischen Musikern, wie Yotuel und Gente de Zona, Patria y Vida (Vaterland und Leben), eine Konterkarierung des Revolutionsslogans Patria o muerte (Vaterland oder Tod), welches schnell Popularität erreichte. Im Juli 2021 ereigneten sich die ersten Massenproteste gegen die Regierung in Kuba seit Jahrzehnten. Sie bildeten den Auftakt weiterer, wenn auch deutlich kleinerer Antiregierungs-Proteste in den folgenden Jahren. Tausende Menschen in zahlreichen Städten prangerten Mangelwirtschaft und Unterdrückung an. Der Slogan Patria y Vida wurde neben „Libertad“ (Freiheit) dabei zahlreich skandiert. Direkter Anlass der Demonstrationen war der Mangel an Medikamenten und Lebensmitteln. Nach Angaben von Amnesty International nahmen Sicherheitskräfte mindestens 115 Personen fest. Bei einer Demonstration am Stadtrand von Havanna kam ein Mann ums Leben. Die Regierung bezeichnete die Proteste als Provokationen durch Konterrevolutionäre, die von den USA finanziert worden seien, um Kuba zu destabilisieren. Seitens der kubanischen Regierung wurde daraufhin ein Gesetz verabschiedet, das die Verbreitung von ihrer Meinung nach „Fake News“ unter Strafe stellt. Nach offiziellen Angaben gab es wegen der Proteste 381 Verurteilungen, darunter 16 Minderjährige und 297 Haftstrafen, davon 36 zwischen fünf und 25 Jahren. Die zu den Urteilen geführten Vorwürfe waren unter anderen „Sabotage, Raub, Körperverletzung, Autoritätsmissachtung und öffentliche Unruhe“. Unter den Verurteilten befand sich der Deutsch-Kubaner Luis Frómeta Compte, der zur fraglichen Zeit zufällig in Kuba weilte und die Demonstrationen filmte und die Videos in den Sozialen Medien teilte. Er wurde zu 25 Jahren Gefängnis verurteilt.
Im Oktober 2022 wurde ein neues Familienrecht durch ein Referendum angenommen, das unter anderem die Ehe für Personen desselben Geschlechts, die Leihmutterschaft, die gemeinschaftliche Adoption und Samenspende für diese Ehepaare erlaubt. Zuvor wurde im Juli 2022 eine Verschärfung des Strafrechts, vor allem hinsichtlich politischer Vergehen, verabschiedet. Hierzu wurde das Volk nicht befragt.
Am 18. Oktober 2024 kam es zu einem landesweiten Stromausfall, der mehr als zwei Tage andauerte. Ursache war eine Havarie in Kubas größtem Kraftwerk Antonio Guiteras, das daraufhin vom Netz ging, was Kubas nationales Stromnetz destabilisierte und komplett zusammenbrechen ließ. Gleichzeitig zog am 20. Oktober der Hurrikan Oscar über Kubas extremen Osten und richtete vor allem in der Provinz Guantánamo schwere Schäden an und forderte sieben Todesopfer.